# Alexandrie
Ne doit pas être confondu avec Alexandri.
Cet article concerne la ville égyptienne. Pour les homonymies, voir Alexandrie (homonymie). Pour le gouvernorat, voir Gouvernorat d'Alexandrie.
Pour autres villes ayant eu ce nom latin, voir Portus Magnus.
Alexandrie (en grec ancien : Ἀλεξάνδρεια / Alexándreia ; en copte : Ⲁⲗⲉⲝⲁⲛⲇⲣⲓⲁ / Aleksandria ou Ⲣⲁⲕⲟⲧⲉ / Rakotə ; en arabe : الإسكندرية / al-ʾiskandariyya) est une ville d'Égypte. En 2023, elle comptait plus de 5 362 517 habitants,. Elle a été fondée par Alexandre le Grand en 331 avant notre ère. Dans l’Antiquité, elle a été la capitale du pays, un grand centre de commerce (port d’Égypte) et un des plus grands foyers culturels hellénistiques de la mer Méditerranée centré sur la fameuse bibliothèque qui fonda sa notoriété. C'est actuellement la deuxième ville la plus peuplée du pays après Le Caire.
La ville d’Alexandrie est située à l'ouest du delta du Nil, entre le lac Maréotis et l’île de Pharos. Cette dernière était rattachée à la création de la ville par l’Heptastade, sorte de digue servant aussi d’aqueduc, qui a permis non seulement l’extension de la ville mais aussi la création de deux ports maritimes.
Les ruines antiques ainsi que la nouvelle bibliothèque de la ville ont été proposées en 2003 pour une inscription au patrimoine mondial de l'Unesco et figurent sur la « liste indicative » de l'UNESCO dans la catégorie patrimoine culturel.

## Histoire

### Origine et période lagide
Fondée en 331 avant notre ère par Alexandre le Grand, la cité a été durant l'époque hellénistique la plus grande ville du monde grec. Certaines sources indiquent que la cité d'Iskanderiéh (Alexandrie) aurait seulement été reconstruite par Alexandre et qu'elle portait antérieurement le nom de Kayssoun. D'autres assurent qu'Iskander (Alexandre) n'est pas le conquérant mais un autre Iskander, fils de Dara (Darius) et de la fille d'un philosophe grec.

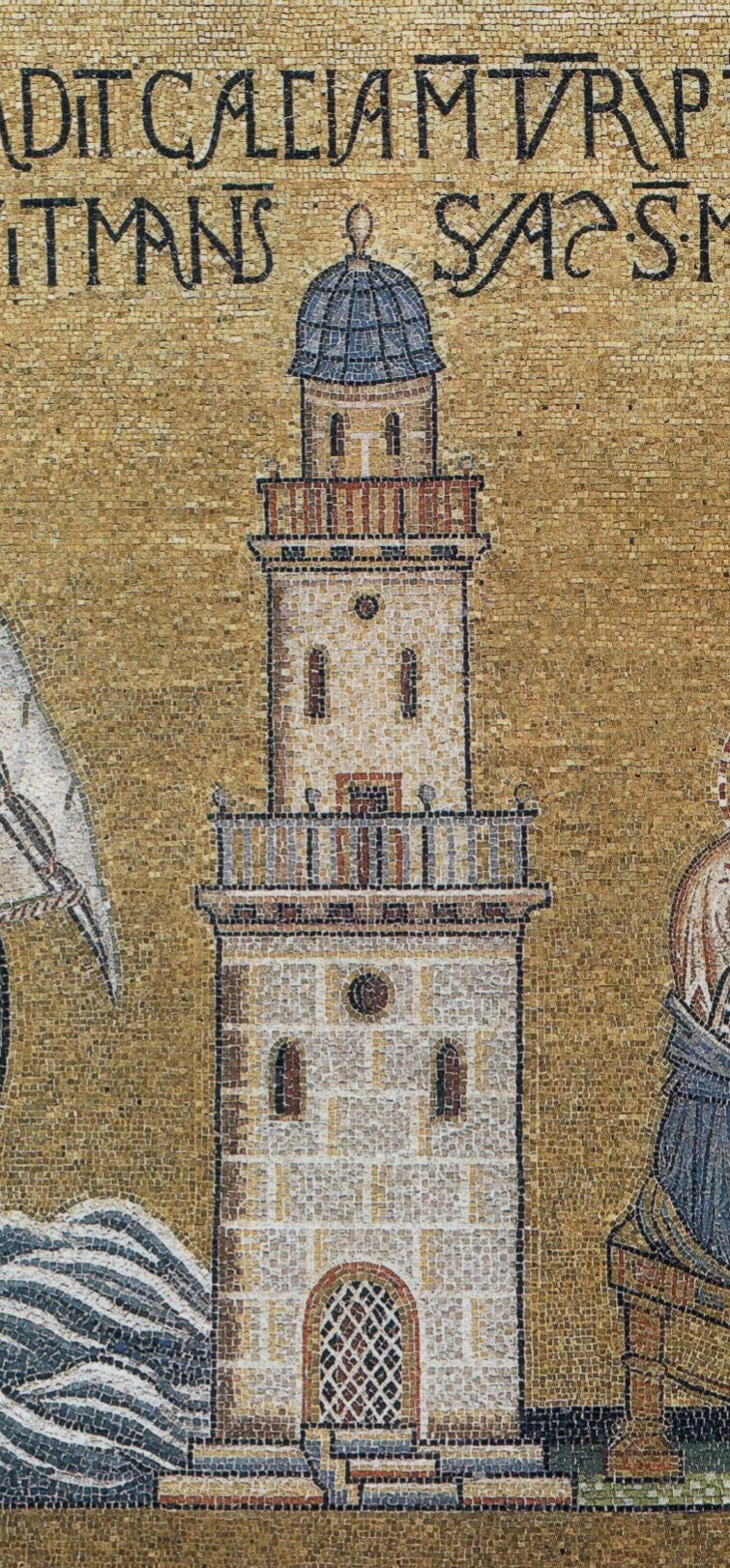
Mosaïque du phare d'Alexandrie, basilique Saint-Marc, Venise (Italie).

Surnommée le « comptoir du monde » par Strabon, elle formait un pôle commercial majeur, aboutissant à la formation d'une population cosmopolite de l'ordre d'un demi-million d'habitants, presque inégalée durant l'Antiquité. De plus, la ville était la capitale du pouvoir lagide, ce qui lui donnait un rôle de premier plan dans la gestion administrative de l’Égypte et dans l'histoire de la dynastie ptolémaïque.

### Domination romaine
En −47, les troupes de Jules César incendient la flotte d'Alexandrie ; le feu se propage aux entrepôts et selon différentes interprétations, celui-ci détruit une partie de la grande bibliothèque ou l'épargne. Octave Auguste met fin, après la bataille navale d'Actium en -30, non seulement aux guerres civiles romaines (liquidation de Marc Antoine), mais aussi à l'indépendance égyptienne (jusqu'au XIXe siècle). La province est gouvernée par un préfet. Après les premiers temps de l'annexion, la ville semble avoir regagné de la prospérité du fait de la domination directe par le pouvoir impérial car le blé d'Égypte est essentiel pour les distributions à la plèbe romaine. C'est un important port militaire. En 215, Caracalla visite la cité, et à la suite de satires, commande à ses troupes de tuer tous les hommes en âge de porter une arme. Cet ordre ne sera pas exécuté ; il aurait été matériellement difficile pour sa garde, certainement moins de 5 000 hommes, d'éliminer environ 200 000 adultes physiquement capables de se défendre.
En 215, l'empereur romain Caracalla, comme beaucoup d'autres, aurait visité le tombeau d'Alexandre, l'un des principaux monuments de la cité et aurait même essayé la cuirasse. Cependant en l'an 300, un auteur déclare que plus personne ne sait où est le tombeau d'Alexandre.
Lors de la crise du IIIe siècle, la province d’Égypte, dont Alexandrie, est conquise par le Royaume de Palmyre en 269-270.
En ce même IIIe siècle, l'ancienne écriture hiéroglyphique cesse d'être enseignée et comprise. L'usage de la momification disparaît également. De plus, entre 330 et 640, plusieurs séismes et tsunamis dévastateurs déciment la population, notamment le tsunami de 365. Un de ces tsunamis pourrait, selon l’une des hypothèses invoquées, être responsable de la destruction du célèbre phare d'Alexandrie.
Avec la fondation de Constantinople, le blé d'Égypte est dirigé vers Constantinople, tandis que Rome s'approvisionne en Afrique du Nord.
À la dernière division de l'Empire romain en 395, la ville fait partie de l'Empire romain d'Orient. Alexandrie reste le centre administratif de la province.
Avec la christianisation de l'Égypte, Alexandrie devient un centre culturel et religieux important. Arius, prêtre d'Alexandrie et formulateur de l'Arianisme, et Athanase d'Alexandrie, proche du pouvoir de Constantin Ier, s'opposent sur la nature du Christ. De plus en plus, au cours du IIIe siècle, la ville se rapproche du reste de l'Égypte et peu à peu, décline en population et en splendeur. Dans toute la province les impôts sont écrasants et bien des contribuables abandonnent leurs biens et se font ermites dans le désert ou entrent dans des monastères pour échapper au percepteur.
À la fin du IVe siècle commencent les persécutions des païens. Temples et statues sont détruits dans tout l'Empire, les rites païens sont interdits et punissables de mort (mesure qui ne sera jamais appliquée), les écoles de philosophie païennes sont fermées. En 391, Théodose Ier donne l'ordre de détruire les temples ou de les transformer en églises. Le patriarche Théophile d'Alexandrie s'attelle à cette tâche dans la ville. Hypatie, brillante mathématicienne et philosophe néoplatonicienne, est tuée en 415 par des chrétiens fanatiques. Ces événements marquent le déclin de l'école d'Alexandrie, dont les savants et une partie des savoirs sont progressivement recueillis par Constantinople, qui devient à son tour un foyer majeur des sciences et de la culture.
Les quartiers Brucheum et juif sont détruits au Ve siècle, et leurs monuments centraux, le Sérapéum et le Mouseîon, tombent en ruine. La vie s'organise alors autour de l'emplacement du Sérapéum (rasé et remplacé par une église) et du Césaréum. Les quartiers du Pharos et de l'Heptastade regagnent de la population et restent intacts.

### La conquête arabe
Alexandrie est conquise par les Perses en 616 par Khosro II, roi de Perse. La ville est récupérée par l'empire vers 630. En 640, le général arabe 'Amr ibn al-'As entreprend un siège d'une quarantaine de mois. La cité n'obtient aucune aide de Constantinople : l'empereur Héraclius meurt et le nouvel empereur Constantin III qui ne règne que quatre mois, laisse le pouvoir à son fils de onze ans. Le 17 septembre 642, Alexandrie, évacuée par les Romains, est livrée par le patriarche Cyrus aux troupes de ‘Amr. Il existe une tradition - très probablement erronée - selon laquelle les manuscrits contenus dans la bibliothèque de la ville auraient brulé à ce moment. Malgré une vaine tentative de reconquête byzantine en 645, la ville reste désormais sous domination arabe. Les Grecs qui partent d’Égypte étant surtout des commerçants, le régime de la propriété du sol n’est pas modifié, et les Arabes reçoivent une solde surtout en nature. Ils assurent une garde par rotation à Alexandrie face à la mer et à Khirbeta face au désert. 'Amr écrit au Calife Omar ibn al-Khattâb qu'il a pris une cité contenant :
- 4 000 palais ;
- 4 000 bains publics ;
- 12 000 vendeurs d'huile fraîche ;
- 12 000 jardiniers ;
- 40 000 juifs qui paient tribut ;
- 400 théâtres ou lieux de divertissement.

#### Destruction de la bibliothèque d'Alexandrie
La date précise de la destruction de la bibliothèque d'Alexandrie, fondée en -288, fait débat. Elle est définitivement détruite au plus tard entre -48 et 642.

### La période médiévale
La période médiévale d'Alexandrie reste peu étudiée. La ville a été décrite par les auteurs contemporains arabes. Maïmonide y fait étape avant de se rendre au Caire et Saladin y fonde un waqf, une fondation de main morte, au XIIe siècle : le document de fondation, l'un des plus anciens de son genre, est retrouvé il y a peu de temps[Quand ?] dans des archives de la ville, qui se trouvent désormais au Caire. Alexandrie est investie par les forces de la cinquième croisade (1217–1221) et pillée lors de la croisade d'Alexandrie (1365).

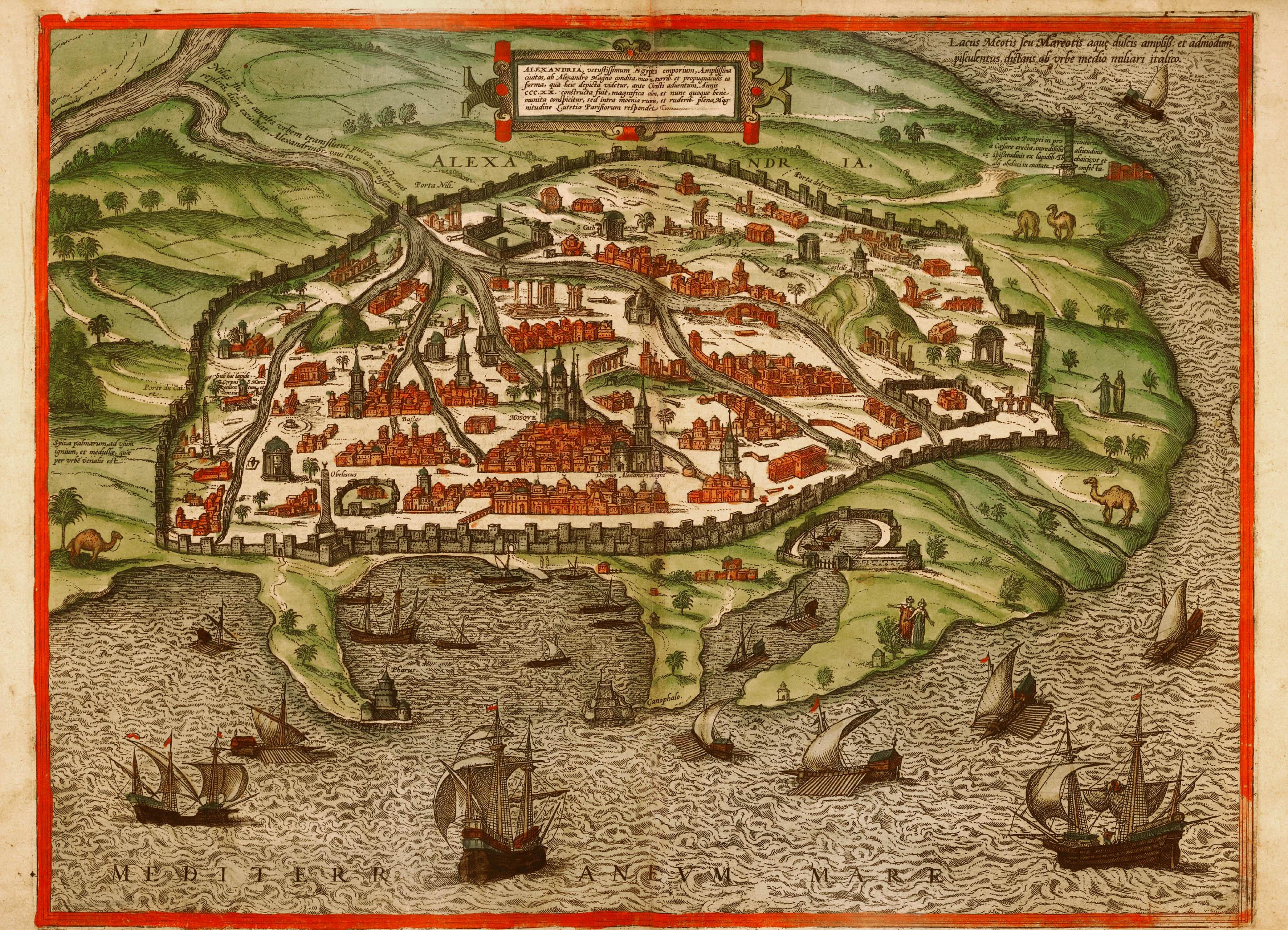
Carte d'Alexandrie par Georg Braun (1617).

Durant la période médiévale Alexandrie fut le port commercial le plus important d'Égypte et l'un des plus importants de la Méditerranée. Alors que Benjamin de Tudèle la décrivait comme « un marché de commerce pour toutes les nations », Guillaume de Tyr disait que « tous les marchands qui viennent d'Alexandrie y trouvent à vendre les choses dont on fait usage dans leurs pays et y déchargent les produits qu'ils ont apportés ». En effet, Alexandrie était le débouché de toutes les marchandises venant d'Arabie comme l'encens et d'Inde et d'Asie du Sud-Est comme les épices (poivre, clous de girofle, cannelle, etc.), les pierres précieuses, les perles, les bois exotiques comme le bois brésil. Mais elle était aussi le débouché aussi des marchandises venues d'Afrique comme l'ivoire ou les bois précieux. Ces marchandises arrivaient à Alexandrie après être passées par Aden pour entrer dans la mer Rouge, puis, elle remontaient la mer Rouge pour être débarquées dans le port d'Aydhab. D'Aydhab une caravane emmenait les marchandises jusqu'au Nil, probablement au niveau de la ville de Qûs. De là les marchandises naviguaient jusqu'à Alexandrie. Ces marchandises se retrouvaient alors sur le marché d'Alexandrie aux côtés de la production égyptienne,. La ville connaissait donc un trafic de marchandises de grande ampleur aussi bien ceux de passages que l'exportation de la production égyptienne.
Cette route était la moins chère et la plus rapide en comparaison aux routes terrestres qui arrivaient en Méditerranée en Syrie ou à Constantinople. Les marchands latins (vénitiens, génois, pisans, aragonais, provençaux, etc.) ont alors investi ce marché. En effet, les grandes villes commerciales avaient à Alexandrie dès le XIIe siècle des funduq et des consuls à Alexandrie. Un funduq dans ce contexte est une zone, souvent fortifiée, au sein de la ville dédiée à la communauté d'une nation marchande sous l'autorité d'un consul. Ce funduq comprend le plus souvent une auberge, une chapelle, un notaire des entrepôts et parfois même des ateliers d'artisans et des moulins. Le consul était responsable de juger les conflits entre les marchands de sa nation mais aussi lorsqu'un sujet du sultan portait plainte contre un marchand de leur nation. Les modalités de cette installation se trouvaient souvent dans les traités passés entre les sultans et les consuls. Par exemple en 1290, Gênes a conclu un traité avec le sultan Qalawun qui prévoyait des tarifs préférentiels pour les Génois venus commercer à Alexandrie par l'intermédiaire d'un circuit commercial contrôlé par le sultan à la douane d'Alexandrie. Ce traité réaffirme aussi les droits des Génois, notamment celui de tenir un funduq. Ce traité s'inscrit dans une politique des premiers sultans mamelouks qui encourageaient l'arrivée de marchands du monde chrétien à Alexandrie puisque ce commerce apportait de très grands revenus au sultan mais aussi car il permettait aux sultans de s'approvisionner en bois et en fer venus d'Europe. Plus tard, au XIVe siècle, le commerce latin à Alexandrie sera également très important pour les sultans puisqu'il permettait de s'approvisionner en mamelouks (dans le sens premier du terme d'esclaves).
Comme ce commerce était très important pour les sultans, ils ont tenu a contrôler les institutions de la ville. En effet, à Alexandrie, outre un émir (gouverneur), le sultan envoyait un inspecteur des douanes qui répondait directement au nazir al-khas (personne chargée de gérer le patrimoine du sultan). La douane était alors non seulement l'administration chargée de prélever les droits de douane mais était également responsable de la sécurité du port et des entrepôts de ce port. La douane d'Alexandrie avait aussi un rôle d'arbitrage commercial et de circuit privilégié pour les ventes des produits apportés par les latins qui se faisaient aux enchères. Ces ventes étaient mises en place pour inciter les marchands latins à vendre leurs produits au sultan ou à travers le sultan au lieu d'aller les vendre librement sur les marchés de la ville. Les marchands latins avaient aussi des privilèges de juridiction. Ainsi, outre le fait d'être jugés par leur consul s'il un sujet du sultan porte plainte contre eux, les marchands latins ne pouvaient pas être jugés par les cadis (juges civils) mais devaient être jugés par les mazalim (les tribunaux du sultan).
Malgré ce dynamisme commercial la ville elle-même a continué à décliner démographiquement dès la fin du Moyen-âge et le début de l'époque moderne.

### La campagne d'Égypte: Alexandrie entre (1798-1801)
La campagne d'Égypte est  une expédition militaire menée par le général Bonaparte de 1798 à 1801, afin de s'emparer de l'Égypte et de l'Orient, dans le cadre de la lutte contre la Grande-Bretagne, l'une des puissances continuant les hostilités contre la France révolutionnaire.
Elle se double d'une expédition scientifique, de nombreux historiens, botanistes, et dessinateurs accompagnant l'armée afin de redécouvrir les richesses de l'Égypte.
Le 19 mai 1798, le corps expéditionnaire français quitte Toulon : plus de 400 navires de tous gabarits, 40 000 hommes et 10 000 marins qui s'emparent de Malte le 11 juin, puis arrivent en vue d'Alexandrie le 30 juin.
La flotte française y est avertie par le consul français que quatorze vaisseaux anglais de Nelson sont passés là trois jours avant. Devant cette menace, Bonaparte  hâte le débarquement des troupes et choisit l'anse du Marabou pour le réaliser. Les chaloupes amènent des soldats jusqu'à la nuit. Entraînant ces troupes vers Alexandrie, Bonaparte arrive devant les murs de la ville à 9 heures du matin le 2 juillet, lance l'attaque et conquiert la ville qui se rend avant la nuit. Le reste de l'expédition peut débarquer dans le port. La flotte de guerre, trop imposante pour entrer dans le port, va s'ancrer dans la large baie d'Aboukir à une vingtaine de kilomètres plus à l'Est. C'est là qu'elle est débusquée et détruite par Nelson un mois plus tard.
Un an plus tard, toujours sur la flèche d'Aboukir[Quoi ?], le 14 juillet 1799, une flotte turco-britannique de soixante navires met à terre une troupe de 16 000 hommes, sous le commandement de Mustapha Pacha. Celle-ci est vigoureusement refoulée à la mer le 25 juillet 1799 par Bonaparte, dont c'est le dernier fait d'armes avant son retour en France. Car le 23 août, laissant le commandement à Kléber, Bonaparte s’embarque à Alexandrie pour la France sur la frégate Muiron, avec ses généraux Berthier, Murat et Lannes, ceci après avoir lu des journaux britanniques où il apprend les récentes défaites du Directoire.
L'invasion des Français en Égypte s'achève avec le siège d'Alexandrie du 16 août au 2 septembre 1801. Après la chute du Caire le 27 juin, les dernières troupes françaises acceptent à leur tour de se rendre. Selon les termes de la reddition, tous les navires et l'artillerie disponibles ayant été remis aux Britanniques, ils sont autorisés à garder leurs armes et leurs bagages personnels et sont renvoyés en France à bord de navires britanniques.

### Histoire contemporaine

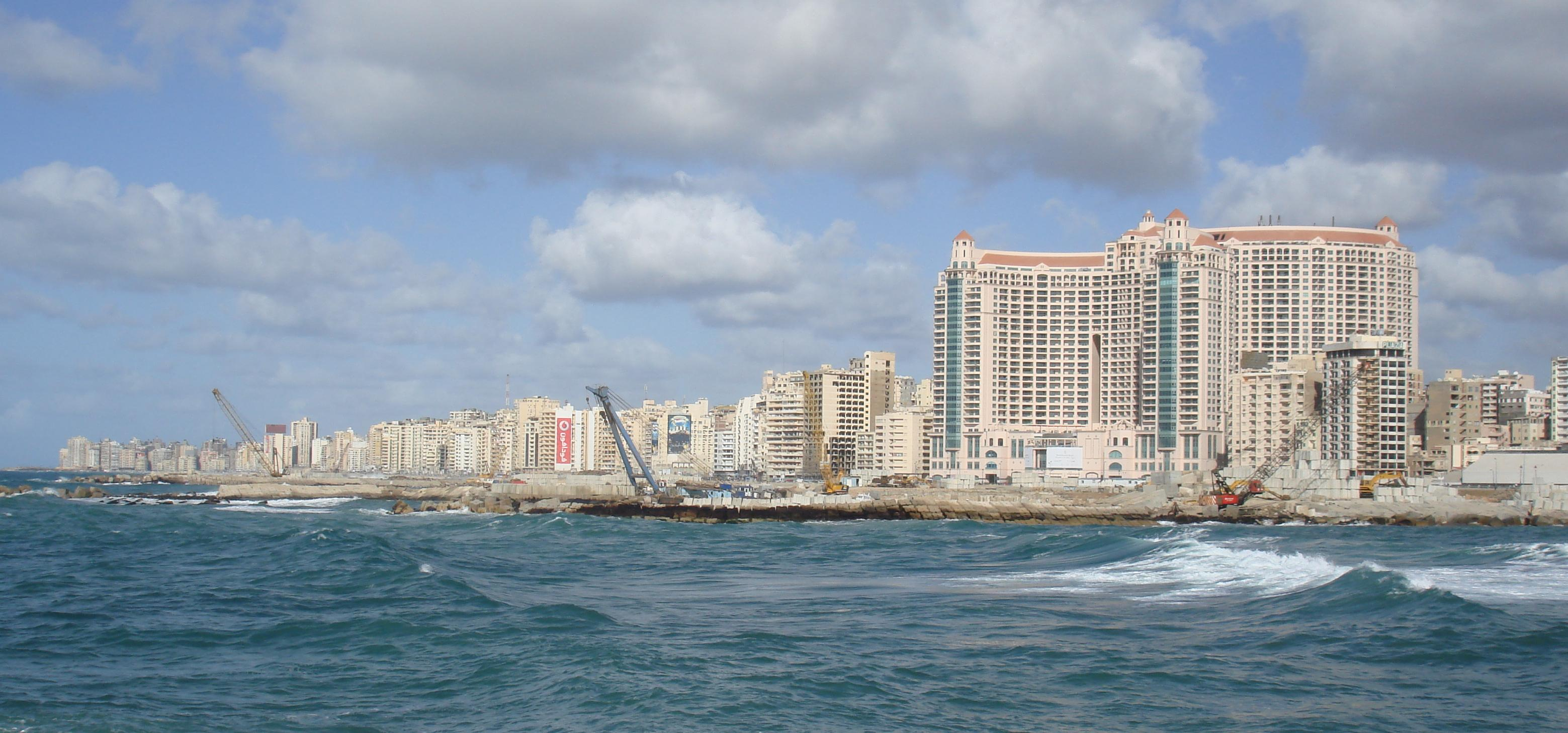
San Stefano Grand Plaza à Alexandrie en 2006.

À l'époque moderne, la ville d'Alexandrie connut une expansion importante. Capitale maritime de l'Égypte, elle fut par sa position géographique une des premières villes de commerce du monde. En 1839, la ville comportait environ 60 000 habitants.
La ville moderne a été construite sur les ruines de la ville antique ce qui rend les fouilles difficiles.
En juillet 1882, au cours de la guerre anglo-égyptienne, la ville est bombardée par la Royal Navy britannique et occupée.
Entre 1940 et 1942, pendant la guerre du Désert, les forces italiennes puis celles de l'Afrika Korps allemand d'Erwin Rommel approchent de la ville à plusieurs reprises. Alexandrie est alors une ville stratégique pour les Alliés, elle  abrite le quartier général du commandant en chef Montgomery et voit défiler une bonne partie des troupes de l'Empire britannique. À la fin de l'été 1942, les panzers parviennent à El-Alamein, à une journée d'Alexandrie. Le 8 novembre 1942, ils sont finalement repoussés après quelques semaines de combats acharnés lors de la seconde bataille d'El Alamein.

## La vieille Alexandrie

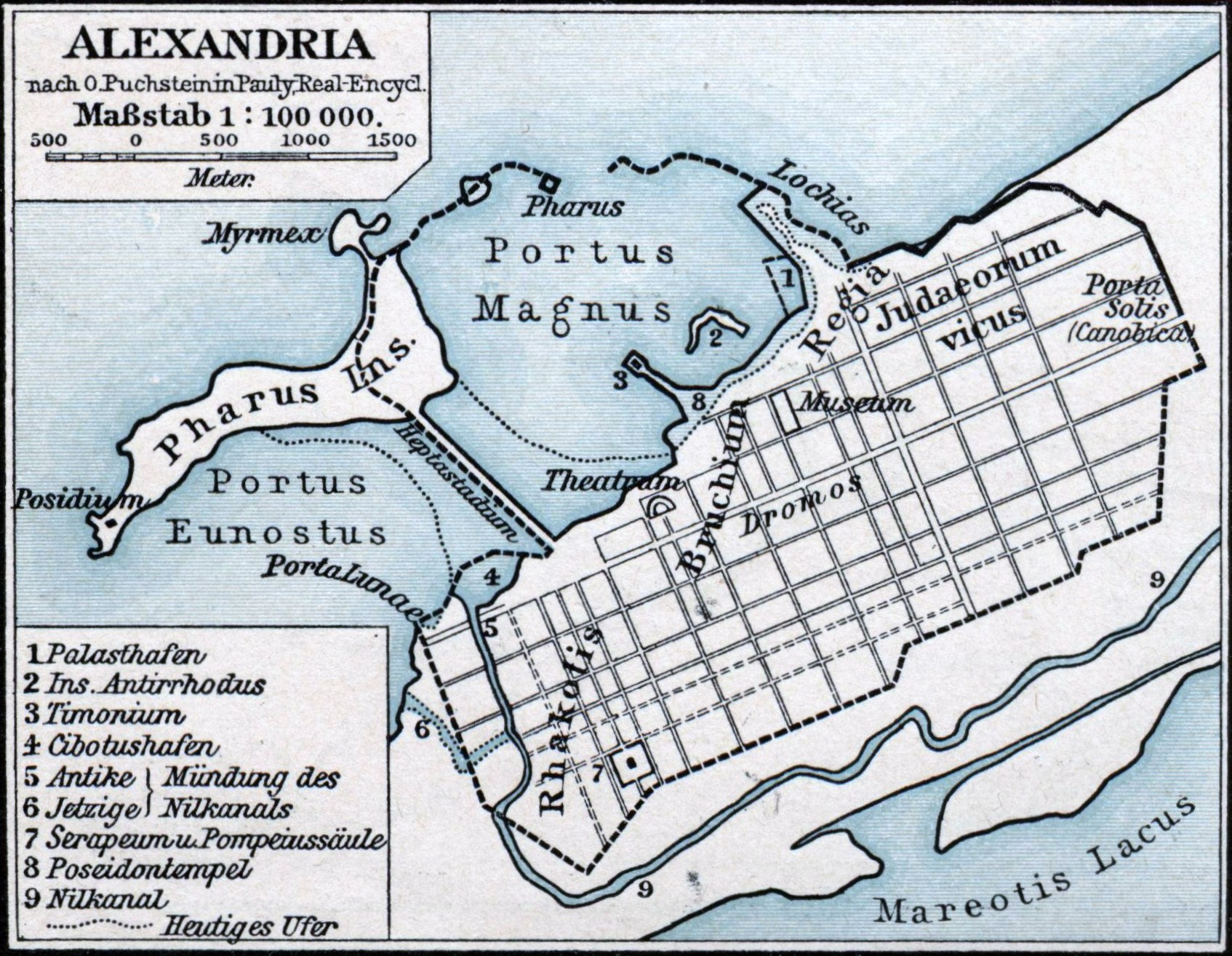
Plan de l'Alexandrie antique.

La ville est dessinée par Dinocrate de Rhodes selon des plans hippodamiens (en damier).
Ses monuments les plus importants sont le gymnase, le dicastérion (tribunal), le Sôma (ou Séma, tombeau d’Alexandre). Le palais couvre un quart de la ville : de construction légère, il forme Néapolis (musée, bibliothèque, théâtre). Le port est séparé en deux par une jetée (l'Heptastade) qui réunit la ville à l’île de Pharos où se dresse le Phare, construit par Sostrate de Cnide. L’eau du Nil est distribuée par un réseau serré de canalisations branchées sur un canal.

### La colonne de Dioclétien (colonne de Pompée)

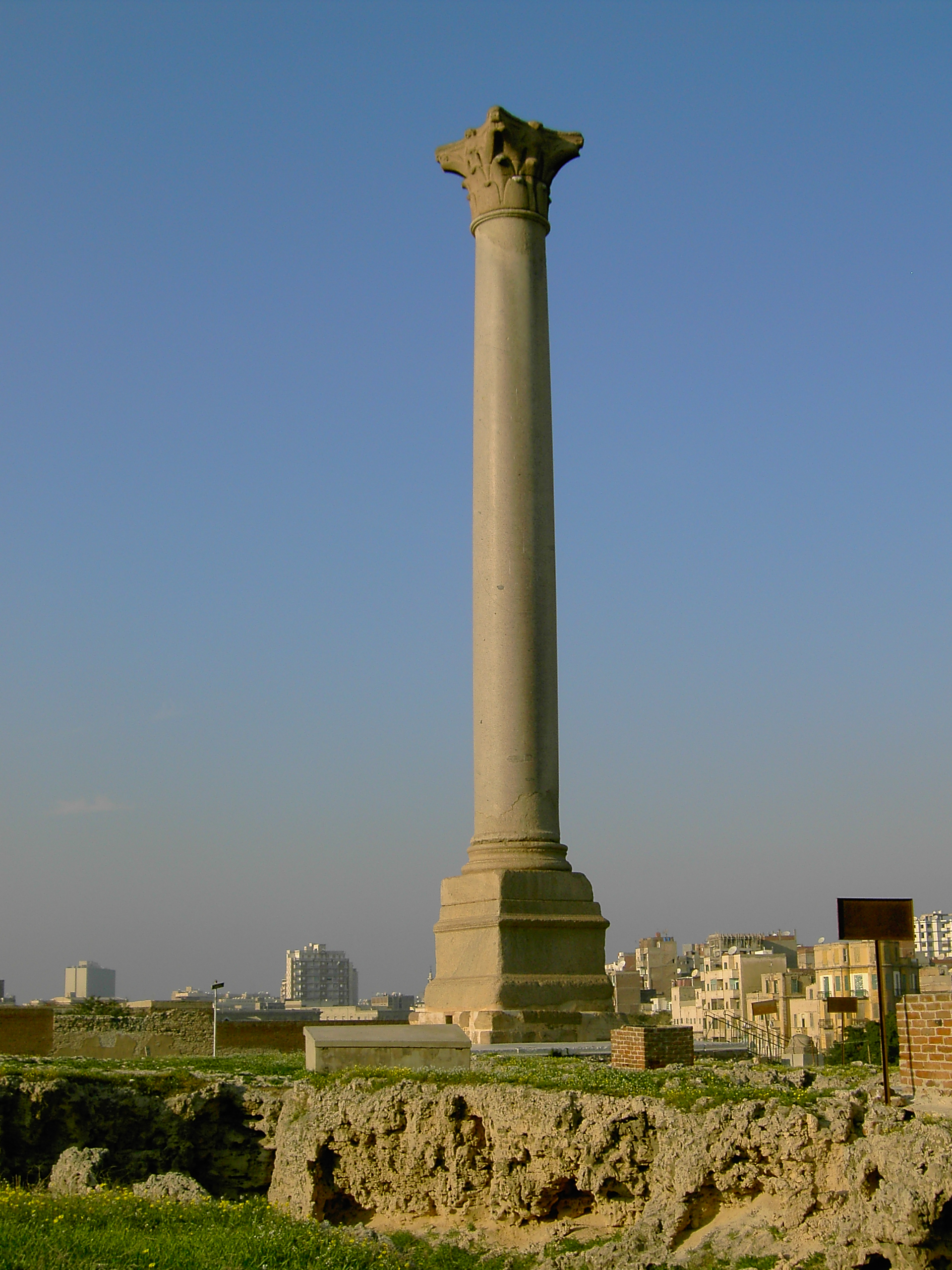
Colonne de Pompée.

Après sa défaite par Jules César dans la guerre civile, Pompée se sauve en Égypte où il est assassiné en -48 ; les voyageurs médiévaux ont cru plus tard qu'il devait être enterré ici. En réalité, il s’agit d’une colonne en granit rouge d’Assouan de vingt-cinq mètres de haut, d’une circonférence de neuf mètres, construite en l'honneur de l'empereur Dioclétien à la fin du IVe siècle. Diocletius a capturé Alexandrie après l’avoir assiégée.
Les Arabes l'ont appelé Amoud el-Sawari, colonne des colonnes. Cette colonne est le monument antique le plus grand à Alexandrie, placé à l'origine dans le temple du Sarapis qui était par le passé une structure magnifique rivalisant avec le Sôma et le Caesareum.
Tout près, il y a des galeries souterraines où des taureaux sacrés Apis ont été enterrés, et trois sphinx.
Lors de l'expédition d'Égypte, les savants ont établi de nombreux rapports sur leurs travaux de description de l'Égypte, dont un sur la colonne dite de Pompée :
« Extrait d'un rapport sur la colonne de Pompée, lu à l'Institut, par le citoyen Norry, 6 vendémiaire an 7.
Le petit nombre et la variation des mesures données jusqu'ici sur la colonne de Pompée, ont engagé les citoyens Dutertre, Protain, Le Peyre et Norry, à en recueillir exactement toutes les proportions.
Nous passons sous silence les moyens ingénieux employés pour y parvenir, et nous arrivons aux résultats.
Cette colonne placée sur une légère éminence s'élève sur un soubassement que les barbares ont en partie détruit, et dont on voit au centre le noyau formé d'un monument égyptien, d'environ quatre pieds de diamètre, et retourné, ainsi qu'on le juge par le renversement des hiéroglyphes qui sont gravés dessus, mais peu distincts.
On peut remarquer que la dégradation opérée sous le piédestal a produit un tassement inégal qui a fait pencher la colonne vers l'ouest, d'environ huit pouces ; et c'est peut-être ce tassement qui a occasionné la profonde cassure qui règne dans la circonférence de la partie inférieure du fût, et verticalement à l'est, dans une hauteur d'environ quinze pieds.
Quant à sa division, elle est de quatre parties, le piédestal, la base, le fût et le chapiteau. Il est vraisemblable, d'après un cercle de six pieds trois pouces de diamètre sur le plan du chapiteau, déprimé de deux pouces, qu'il y avait un socle et peut-être une figure qui couronnait le monument.
Quoique cet ordre soit corinthien par son chapiteau, il n'en a point la proportion grecque, parce que les diverses parties qui le composent ont été évidemment faites postérieurement au fût, et sans harmonie entr'elles : il parait également évident que le fût seul est antique, de proportion dorique ; et il est hors de doute qu'il aura été réédifié à quelqu'époque que l'on aura voulu signaler. Les autres parties sont d'un goût médiocre : le chapiteau est court, et n'est que massé ; la base qui est du profil attique, est mal proportionnée ; la plinte est beaucoup trop haute, et le piédestal est ridiculement petit sous sa colonne.
Toutes les parties de ce monument sont en granit poli et sont sensiblement altérées du côté du sud-est.
La hauteur totale de toutes les parties de la colonne est de quatre-vingt-huit pieds six pouces ; le piédestal a dix pouces ; Ia base cinq pieds six pouces trois lignes ; le fût soixante-trois pieds un pouce trois lignes, et le chapiteau neuf pieds dix pouces six lignes. Voici les mesures des diamètres du fût de la colonne puis à ses deux extrémités et dans sa partie moyenne à peu près vers le tiers : au bas, huit pieds deux pouces
deux lignes ; au tiers, huit pieds trois pouces deux lignes ; près l'astragale, sept pieds deux pouces huit lignes.
Il ne restera plus rien à desirer sur ce monument, en réunissant à sa description le dessin qu'en a fait le citoyen Le Peyre.
 »
— Extrait de la Décade égyptienne, premier volume, an VII, p. 33-35

### Le tombeau d'albâtre

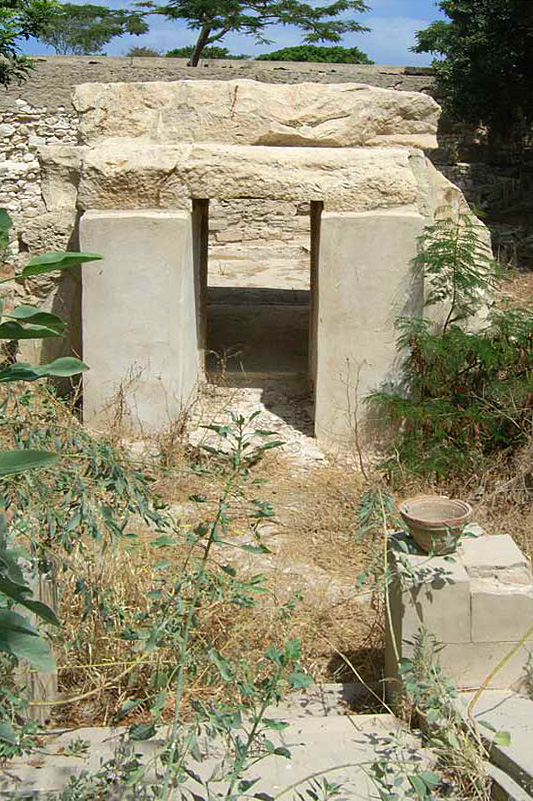
Le tombeau d'albâtre.

Le tombeau d'albâtre, situé dans le cimetière de Terra Santa, a été découvert en 1908 et restauré dans les années 1930. Seul le vestibule, constitué de trois blocs monolithes de calcite, subsiste du monument. Son emplacement à la jonction des deux grands axes de la ville antique, a amené à le considérer comme un vestige du tombeau d'Alexandre le Grand, mais les fouilles n'ont pas permis de confirmer cette hypothèse.

### Les nécropoles

#### Gabbari
Le quartier moderne de Gabbari est à environ huit cents mètres de la muraille antique, dans la Nécropolis décrite par Strabon lors de son séjour à Alexandrie, en vingt-cinq avant notre ère.
En 1996, lors de la construction d'un pont autoroutier reliant l'autoroute du Caire au port occidental, une série de tombes souterraines collectives dans la partie finale du tracé du pont a été mise au jour. L'importance et l'intérêt de cet ensemble ont conduit à un arrêt des travaux de construction du pont et le service des antiquités égyptiennes a chargé le Centre d'études alexandrines d'en mener l'exploration et la fouille entre juin 1997 et fin février 2000.
Dès le IIIe siècle avant notre ère, la population alexandrine étant en augmentation constante, il fallut construire des tombes collectives permettant d'inhumer un plus grand nombre de défunts. Les entrepreneurs funéraires creusèrent donc dans les parois des niches numérotées dont le tracé, peint en rouge, permettait la découpe. Dans ces hypogées, on pouvait circuler pour se rendre au loculus de sa famille.

#### Catacombes de Kom El Shoqafa
Les catacombes de Kom El Shoqafa constituent le plus grand site funéraire romain d'Égypte connu à ce jour[Quand ?]. Leur découverte date du 28 septembre 1900 et en fait l’un des plus importants sites archéologiques d’Alexandrie. Ce complexe funéraire, construit à la fin du Ier siècle, fut utilisé jusqu’au début du IVe.
Ces tombeaux furent creusés dans la roche pour une riche famille pratiquant toujours la religion antique. Ils représentent la dernière construction principale existante de l'ancienne religion égyptienne. Bien que les motifs funéraires soient de style égyptien antique pur, les architectes et les artistes ont été inspirés des modèles gréco-romain. Un escalier d'enroulement descend plusieurs niveaux profondément dans le sol, avec de petites chapelles s'ouvrant sur lui, meublées avec des bancs pour les visiteurs apportant des offrandes.
Des Grecs à nos jours, un lent processus de vieillissement a altéré les peintures murales des tombes. La coloration des pigments s'est lentement estompée et les peintures ont basculé dans l'illisibilité. En 1993 un changement d'hygrométrie modifie l'apparence des parois. Des traces de peintures apparaissent, révélant légèrement, au-dessus d'une des tombes du hall de Caracalla, une fresque jusqu'alors inconnue.
Au centre de la façade, le disque solaire familier surmonte une frise de serpents ; à gauche et à droite deux serpents portent les couronnes de la Basse-Égypte et de la Haute-Égypte. Ce ne sont pas comme les cobras de Saqqarah ou de Thèbes : ils semblent être conçus comme une bande dessinée moderne. Dans la chambre du tombeau, le décor comprend Horus, Thot, Anubis, le prêtre dans sa peau de panthère, et le roi faisant une offrande aux défunts sous forme d'Osiris. Ces figures sont rendues dans le modèle gréco-romain. Aux scènes traditionnelles s’ajoutent les groupes supplémentaires de raisins, de têtes de méduse, et d'une variété de décors grecs et romains.

#### Nécropole d'Anfouchi
À l'époque gréco-romaine, cette zone située sur l'ancienne île de Pharos abritait un grand cimetière avec des tombes souterraines. De cette nécropole, seules cinq tombes souterraines sont encore visibles.

### Le fort Qaitbay

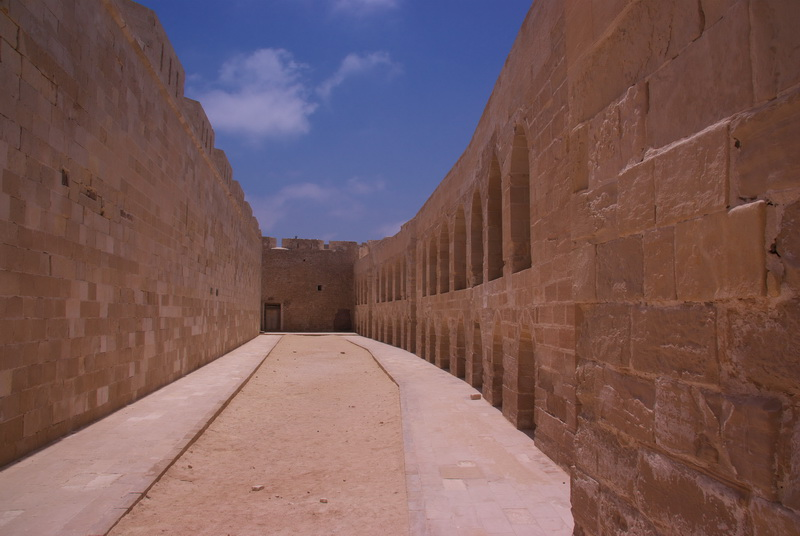
Dans les murs du fort Qaitbay.

L'île de Pharos séparait deux ports énormes. Situé à l’entrée nord du port de l’Est, le fort a été construit dans les années 1480 par le sultan Al-Achraf Sayf al-Din Qa’it Bay, sur l’emplacement du phare d'Alexandrie. Une des Sept Merveilles du monde antique, le phare avait 135 mètres de haut avec approximativement trois cents salles. Par le centre était une double montée en spirale. La lanterne au-dessus du phare reste un mystère. Certains indiquent qu'il contenait un miroir en acier poli qui réfléchissait la lumière le jour, et le feu la nuit. D'autres indiquent qu'elle a été faite de verre transparent. Le phare a été détruit par un tremblement de terre autour de 1302/1303. À son emplacement, une mosquée a été construite, qui a été endommagée par un tremblement de terre au XIVe siècle. Le fort Qaitbay est un bel exemple d'architecture militaire de l'époque mamelouke en Égypte. Il a été construit au XIVe siècle sous les ordres du sultan Al-Ashraf Qaitbay — un des derniers souverains mamelouks d'Égypte — dans le but de protéger la ville contre la menace de l'Empire ottoman. Construit dans un style médiéval, le fort a été entièrement restauré en 2001/2002 ; il abrite le musée de la Marine qui contient des objets des batailles navales romaines et de Napoléon.
L'entrée se fait par un passage en granit rouge d'Assouan. Près de la mosquée, il y a un réservoir qui a été utilisé pour stocker l'eau en cas de siège. Adjacent au fort, l’Institut hydro-biologique contient une grande variété de poissons rares. Plus à l’est du quartier d’Anfouchi, il y a une petite nécropole de cinq tombes datant de l’époque ptolémaïque.

### Le théâtre romain

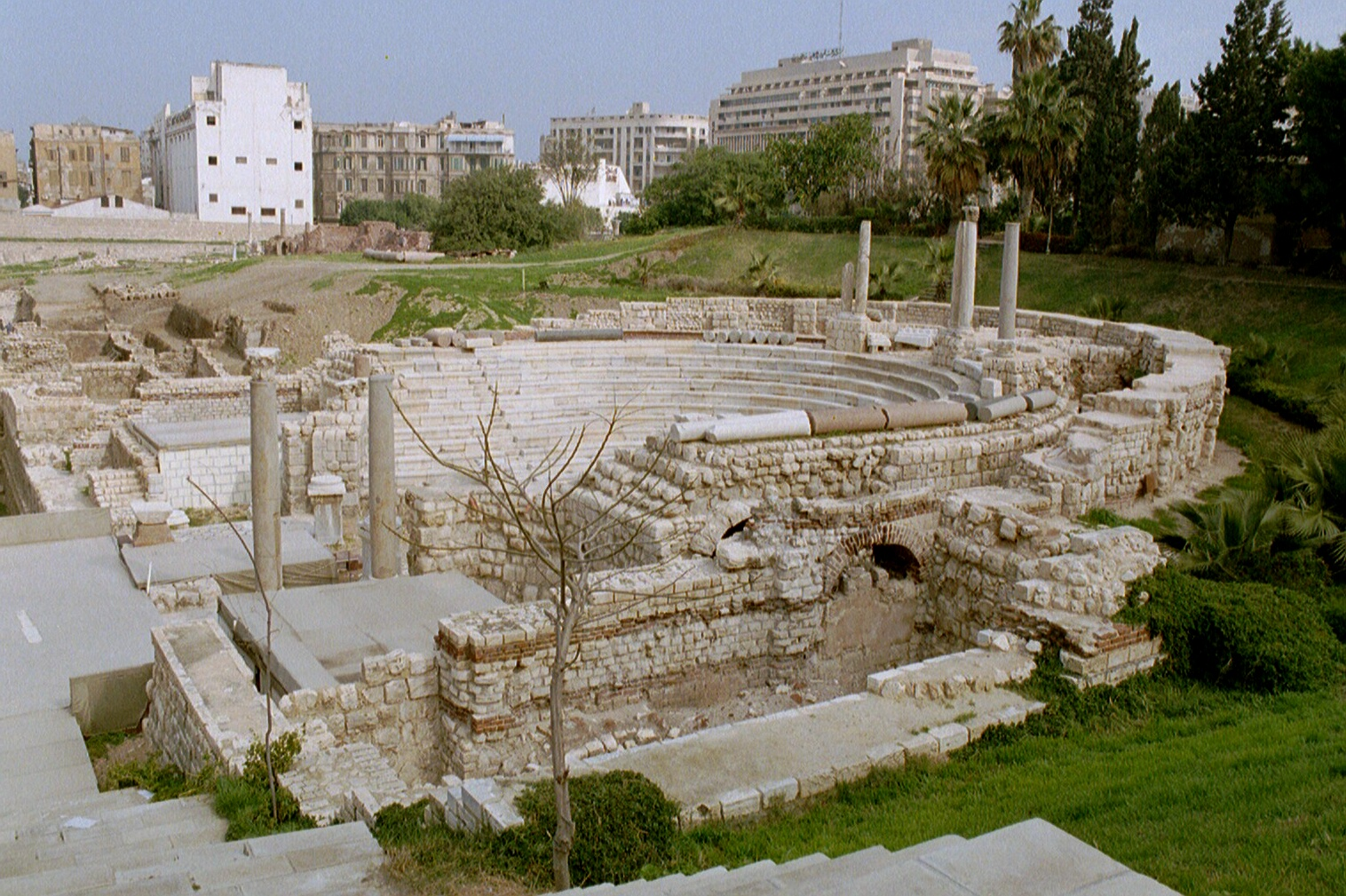
Le théâtre romain. Vue de côté.

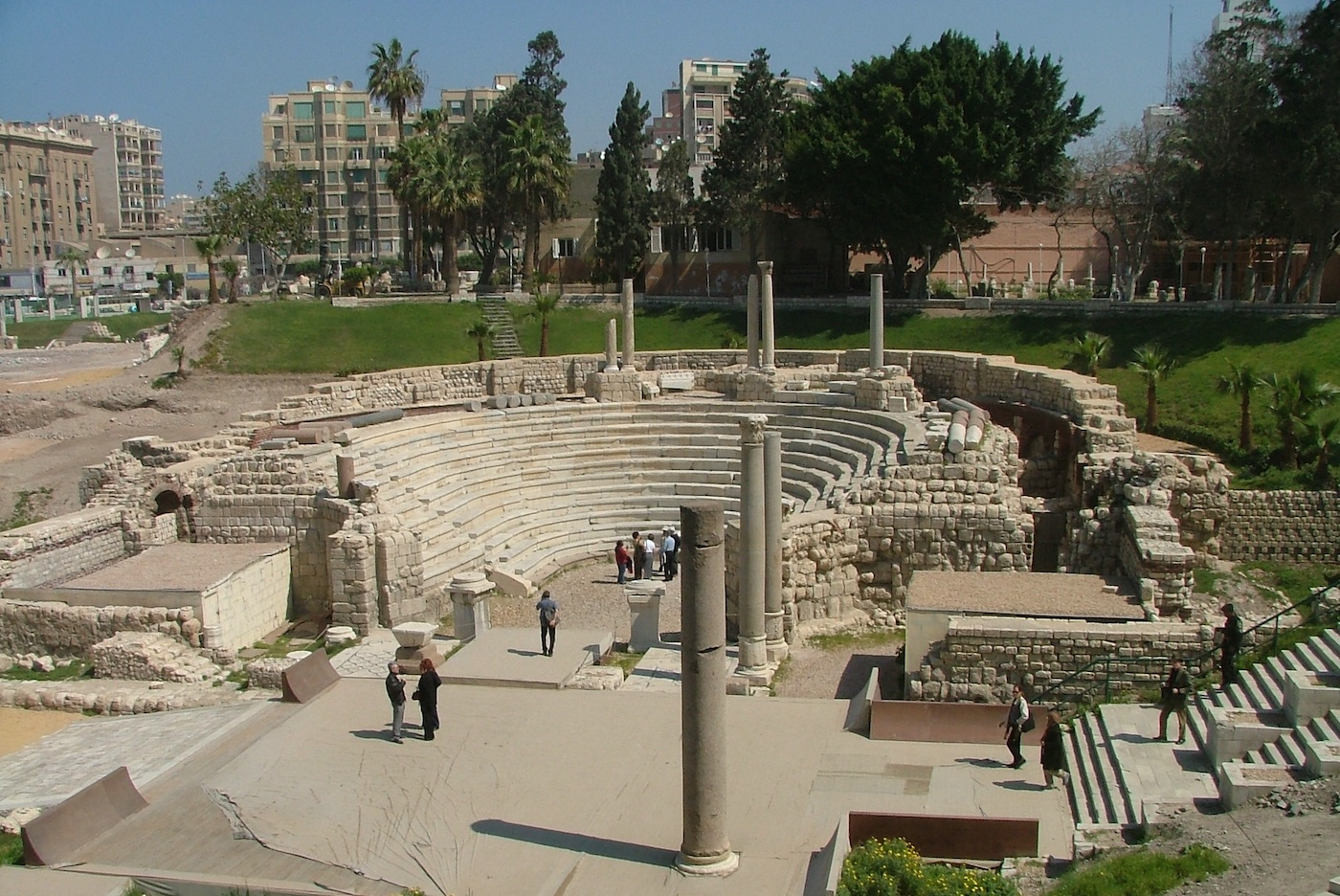
Vue de face.

C'est un petit théâtre romain, unique dans le pays. Le site est toujours en fouilles depuis 1970 avec la découverte de restes romains comprenant ce théâtre avec des galeries, des sections de plancher en mosaïque, et des sièges de marbre pour accueillir jusqu'à 800 spectateurs. Au temps des Ptolémées, ce secteur était un jardin de plaisirs. Le théâtre peut avoir été couvert pour servir d'odéon à des œuvres musicales. Les inscriptions suggèrent qu'il a également été parfois employé pour des concours de lutte. Le théâtre comporte treize rangées semi-circulaires de marbre blanc qui a été importé d'Europe. Ses colonnes sont de marbre vert importé d'Asie Mineure, et de granit rouge importé d'Assouan. Chaque côté est décoré d’un pavage géométrique de mosaïque fabriquée au IIe siècle avant notre ère.
Hors du théâtre, on peut voir des voûtes et des murs en pierre, des bains romains en briques et les restes de maisons romaines.
C'est dans l'enceinte de ce site qu'est installé le tout nouveau musée sous-marin en plein air pour exposer les pièces antiques – des sphinx, des obélisques, des colonnes papyriformes et des fragments de statues colossales - sorties des eaux de la Méditerranée par l'équipe du Centre d'études alexandrines.
Près de ce site, vers la caserne des pompiers, un temple ptolémaïque dédié à Bastet (Bubasteion) vient d'être découvert par une équipe d'archéologues égyptiens ; ce temple serait celui construit à la demande de la reine Bérénice II, épouse de Ptolémée III Évergète. Environ six cents statues, dont plusieurs à l'image de Bastet, y ont été découvertes.

### Le port antique
Les dimensions d'Alexandrie sont bien plus importantes que celles de la plupart des autres villes de l’Antiquité. Selon certains auteurs, l'enceinte entourant la ville était longue d’une quinzaine de kilomètres. Cette enceinte a été modifiée depuis sa construction, ce qui pose des problèmes pour les reconstitutions. En effet les remparts d’origine ont été agrandis à l’époque romaine et une autre enceinte aurait été construite au XIe siècle par le sultan Ahmad Ibn Touloun. D’ailleurs plusieurs blocs du mur d’origine ont été réutilisés pour la construction du mur arabe.
L'Heptastade, jetée de quelque 1 400 m qui relie la côte à Pharos, a été construit par Dinocratès, l'architecte qui a établi le plan de la ville. Grâce à l’Heptastade, la côte a été agencée de façon qu'elle ait deux ports, l’un à l’est et l'autre à l'ouest de cette jetée. Cela est souvent le cas dans la civilisation grecque, pour faciliter l’arrivée des bateaux à voile, qui sont soumis aux aléas du vent — la côte d'Alexandrie est d'ailleurs une zone dangereuse, et les bateaux en ont beaucoup souffert.
Le port occidental (Port d’Eunostos, en grec ancien Εὔνοστος, « Bonne arrivée ») est large mais entouré d’une barrière de récifs mentionnée par Strabon, qui suit l’axe de l’île de Pharos. Ce port comprenait un autre port artificiel, le Kibôtos (grec : « boîte, forme rectangulaire »), qui n'a cependant jamais été localisé avec précision. Ce port occidental sert aujourd'hui de port à l'Alexandrie moderne. Le port oriental (Grand Port ou Portus magnus) est protégé par une presqu'île et par la pointe de l’île de Pharos où se trouvait le phare, mais son approche est dangereuse du fait de son entrée très étroite. De plus, celle-ci est soumise aux vents du Nord-Est et la mer y est complètement ouverte jusqu’à l’entrée du port. 
Le projet de cartographie et de fouille entrepris à partir de 1992 par l’IEASM dirigé par Franck Goddio a permis d'en établir la carte et notamment de situer, dans le port oriental, l’île d’Antirhodos, le port royal des galères et la péninsule du Poseidium formant les quartiers royaux, ainsi que des structures portuaires en face de l’Heptastade qui pourraient correspondre à une partie des arsenaux (« navalia »),.

## Alexandrie moderne

### Le musée gréco-romain

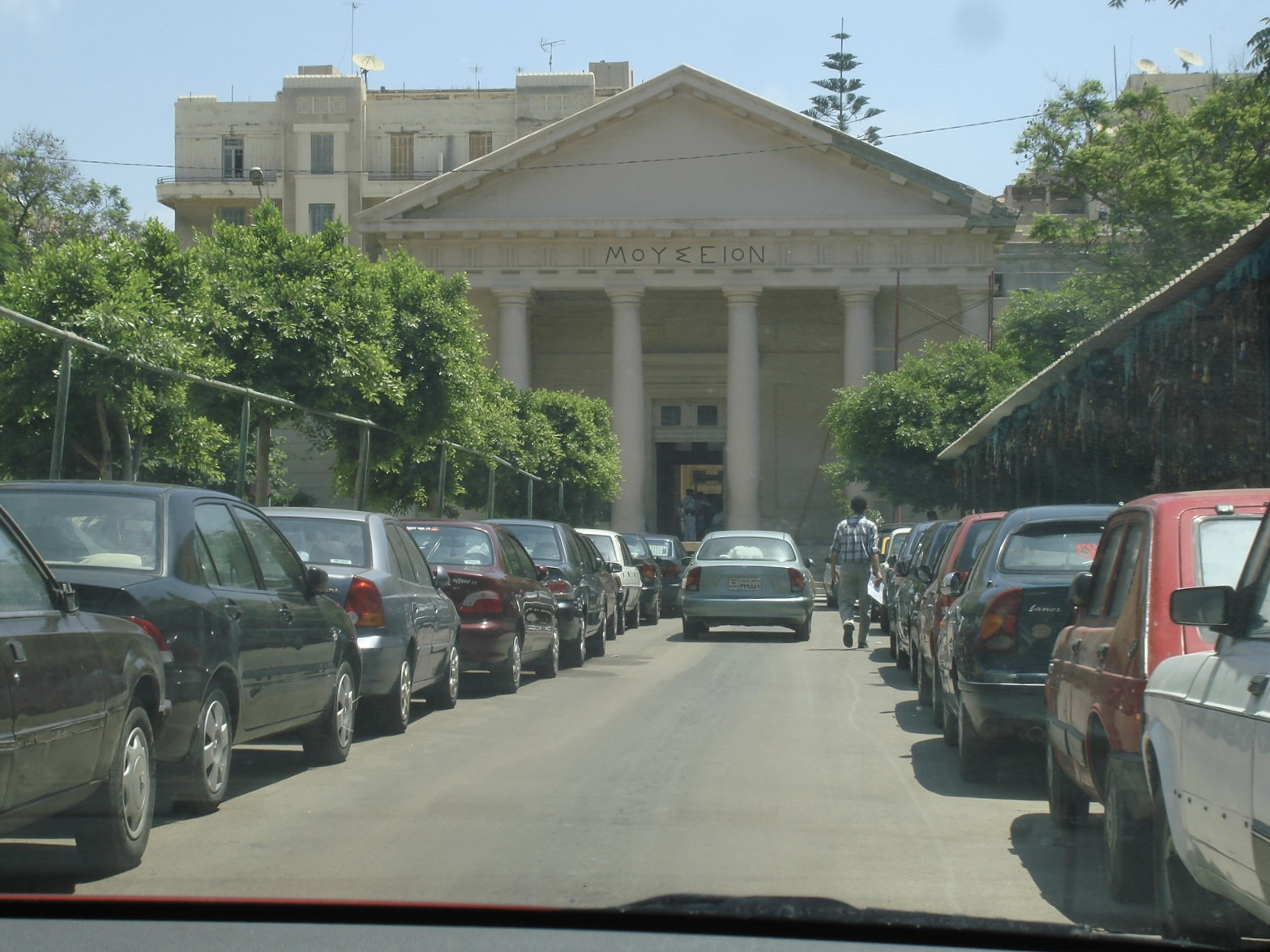
Musée gréco-romain.

Créé en 1892, le musée gréco-romain d'Alexandrie a été construit la première fois dans un petit bâtiment situé sur la route de Horreya. En 1895, il a été transféré à l'emplacement actuel près de la route de Gamal Abdul Nasser. Il abrite des milliers de reliques datant du IIIe siècle avant notre ère, notamment une magnifique sculpture en granit noir d'Apis, le taureau sacré des Égyptiens, des momies, des sarcophages, des tapisseries, objets offrant un panorama aussi fidèle que varié de la civilisation gréco-romaine sous la forme qu’elle a revêtue au contact de l’Égypte.
Le musée, actuellement en réfection complète, est fermé au public ; ses collections sont entreposées dans diverses réserves.

### Le musée des bijoux royaux

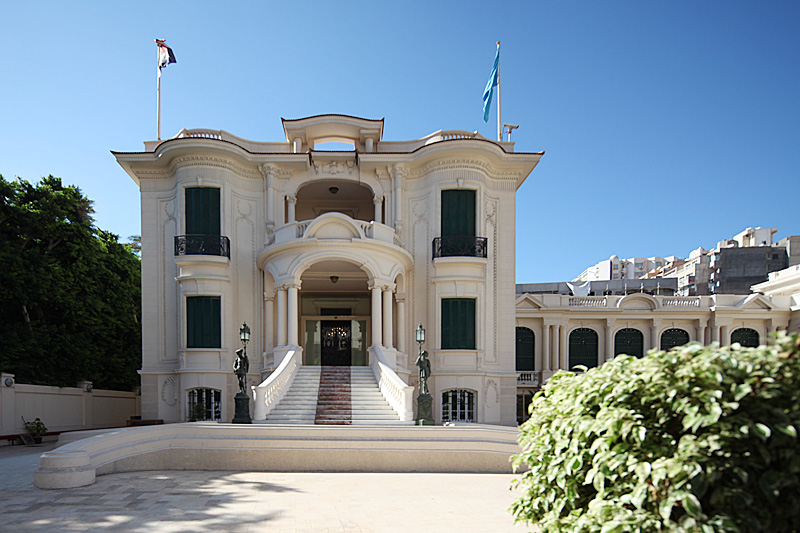
Le musée des bijoux royaux (Royal Jewelry Museum).

Installé dans un ancien palais du roi Farouk, construit par Antonio Lasciac en 1919 selon un style inspiré de la Renaissance italienne, il regroupe l'ensemble des bijoux et objets précieux ayant appartenu à la famille royale depuis le début du XIXe siècle. Du jeu d'échecs de Méhémet Ali, serti de pierres précieuses, aux 1 506 diamants de la couronne de la reine Farida.

### Le musée national d'Alexandrie

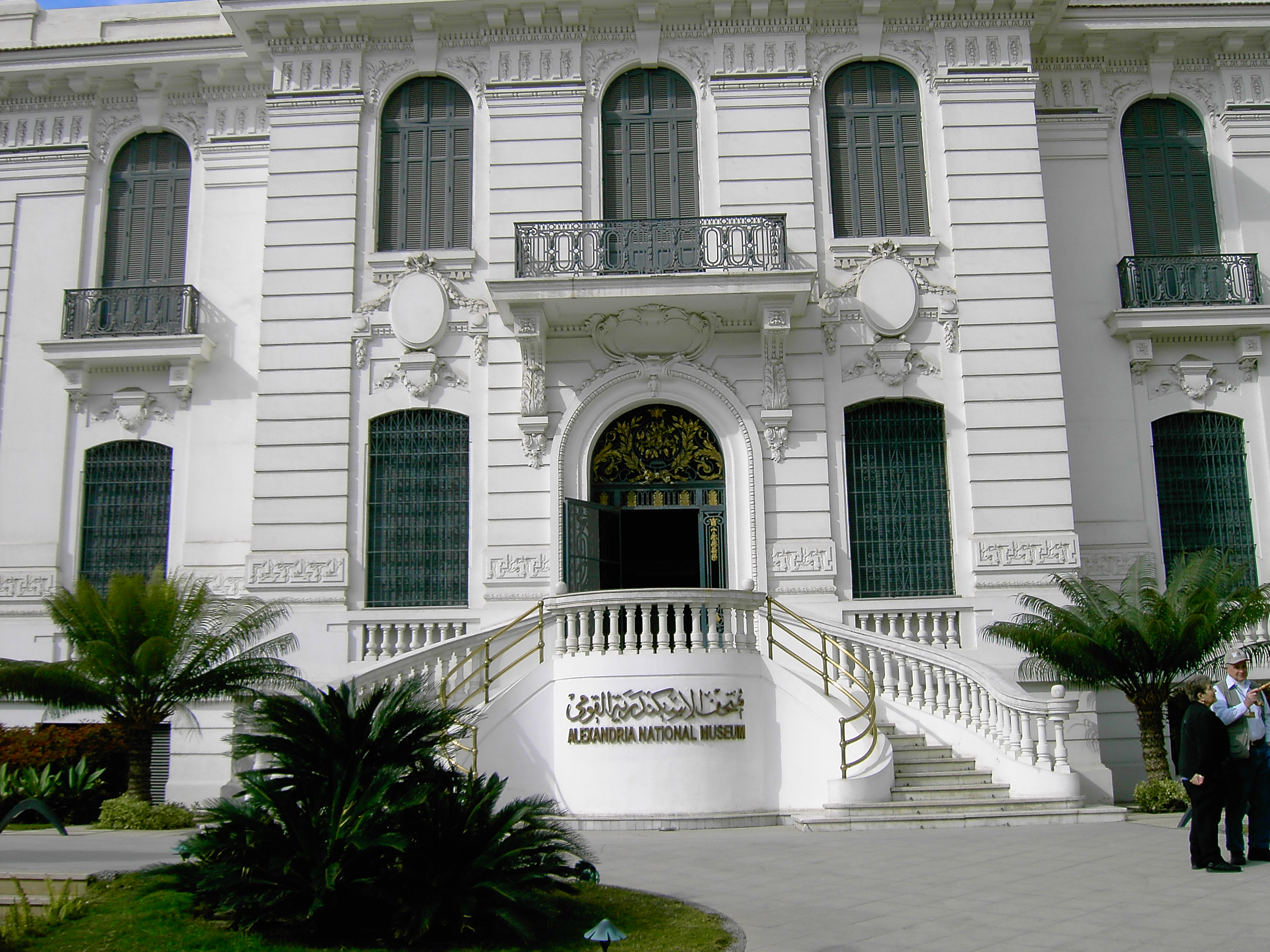
La façade du musée national.

Installé dans l'ancien consulat américain, le musée national d'Alexandrie permet d'observer de nombreux objets issus de différentes époques de l'Égypte : pharaonique, chrétienne, musulmane…
L'ancien blockaus du sous-sol est consacré à des antiquités de l'époque pharaonique.

### La villa Sepahi
Construite dans les années 1940, la villa Sepahi est la seule d'Alexandrie construite dans le style marocain par un ingénieur architecte égyptien, Ali Thabet.
Bien que figurant sur la liste des bâtiments à caractère historique du gouvernorat, elle est menacée de destruction en raison de la négligence de ses propriétaires.

### Les jardins de Montaza
Les jardins de Montaza sont entourés par de grands murs au sud, à l’est et à l'ouest, et d’une plage au nord. Ce secteur appartenait à la famille de Méhémet Ali, famille régnante du milieu du XIXe siècle jusqu'en 1952. La construction a été commencée en 1892 par le roi Abbas II, qui a construit un grand palais appelé le Salamlek. En 1932, le roi Fouad Ier a construit un plus grand palais et l'a appelé le Haramlik. Son fils, le roi Farouk, a construit la jetée sur la mer. Le reste de l’espace est constitué de jardins.

### La Bibliotheca Alexandrina

Bibliotheca Alexandrina.

La célèbre bibliothèque d'Alexandrie fut construite à l'époque ptolémaïque et fut réputée pour la richesse et le grand nombre d'ouvrages qu'elle renfermait (estimé à 700 000 volumes). Les causes de sa destruction restent encore obscures et font débat. C'est à la suite d'un immense incendie que le feu avait ravagé les 700 000 volumes.
Dans le cadre d'un projet conduit conjointement entre l'Unesco et l'Égypte, la bibliothèque du monde méditerranéen (Bibliotheca Alexandrina) a été construite sur les ruines de l'ancien édifice antique. Elle devrait pouvoir accueillir environ cinq millions de volumes.
L'architecture de la Bibliothèque avait été minutieusement choisie à la suite d'un concours qui avait été organisé par l'Unesco ; c'est la proposition d'un bureau d'architecture norvégien qui avait été retenue. Le plan a été réalisé par l'ingénieur égyptien Mamdouh Hamza.
À côté de la salle de lecture se trouvent trois musées, cinq instituts de recherches ainsi que des salles d'expositions.
À l'intérieur de la Bibliothèque, les salles de lecture sont sur sept niveaux dont quatre sous le niveau de la mer. De hautes colonnes ornées de fleurs de lotus décorent l'intérieur des salles de lecture qui peuvent recevoir jusqu'à 2 000 personnes.
Un musée est réservé à des milliers d'anciens manuscrits, dont deux copies de la Bible offertes par le Vatican à la Bibliothèque ainsi qu'une copie du livre de la Description de l'Égypte. Il possède une copie identique de la pierre de Rosette et un livre du mémorandum de l'inauguration du canal de Suez comprenant des tableaux de la cérémonie du voyage des reines et des princes, dessinés par l'artiste du khédive Ismaïl.

### Le musée sous-marin
Un rêve digne de Jules Verne pourrait devenir réalité à Alexandrie : un musée sous-marin pour contempler in situ les vestiges de sa cité antique. L'architecte français Jacques Rougerie a participé en 2005 à un concours international en concevant une structure à moitié terrestre et à moitié sous-marine, ancrée dans la baie, face à la Bibliotheca Alexandrina. Un filtrage de l'eau de la baie, polluée et chargée en alluvions, garantirait une bonne visibilité. L'Unesco ainsi que le secrétariat de la Convention sur la protection du patrimoine culturel subaquatique soutiennent ce projet qui devrait servir de porte-étendard au patrimoine culturel sous-marin mondial.

## Lieux de culte
Les lieux de culte sont principalement des mosquées (l'une des principales étant la mosquée Abu el-Abbas el-Mursi), à côté des églises appartenant à l'Église copte orthodoxe, à l'Église catholique copte (Église catholique) ainsi qu'à l'Église évangélique copte (Communion mondiale d'Églises réformées).

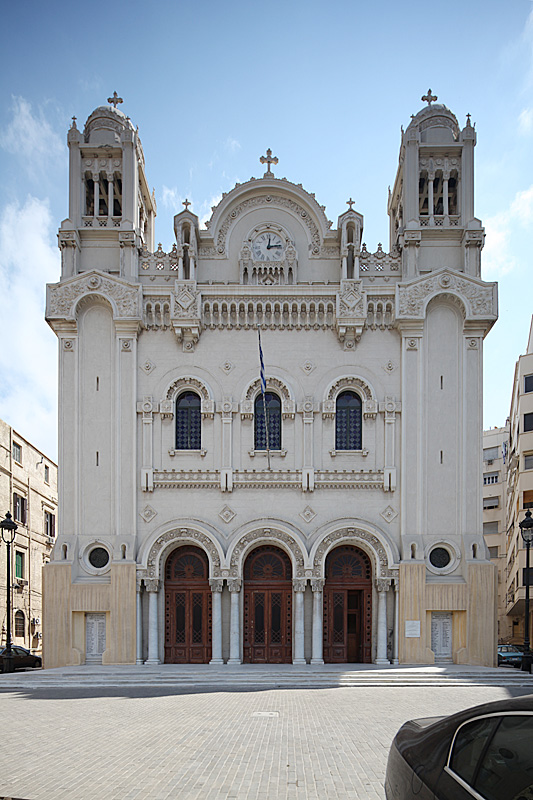
Cathédrale de l'Annonciation d'Alexandrie.
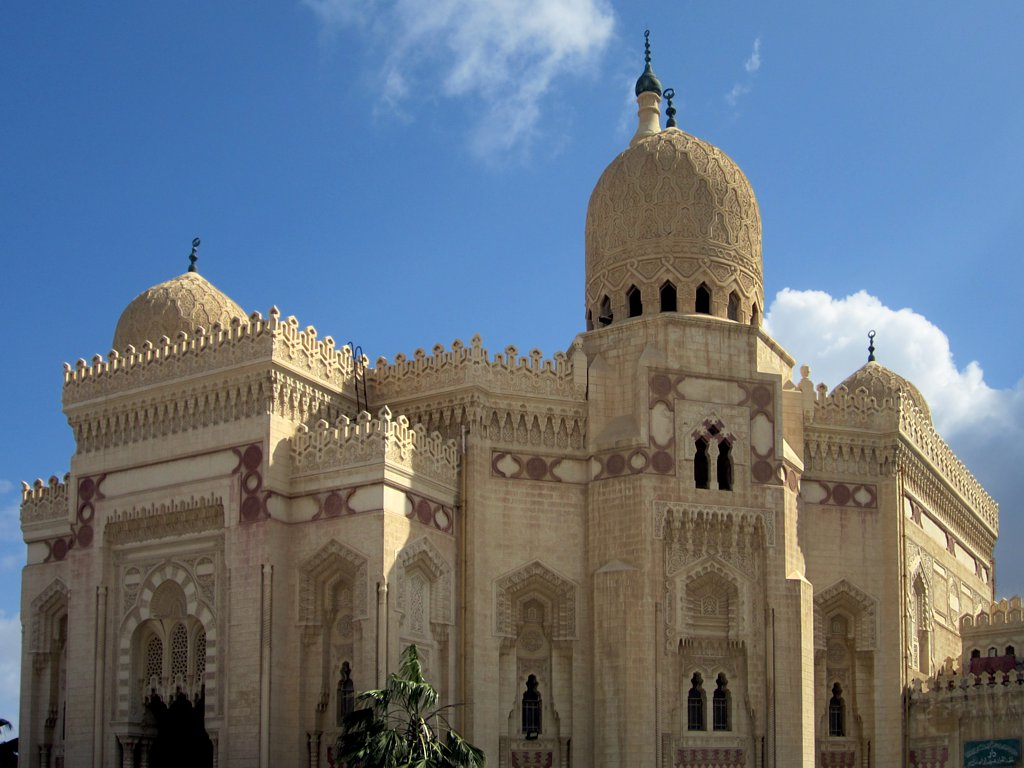
Mosquée Abu el-Abbas el-Mursi.

## Géographie

### Climat

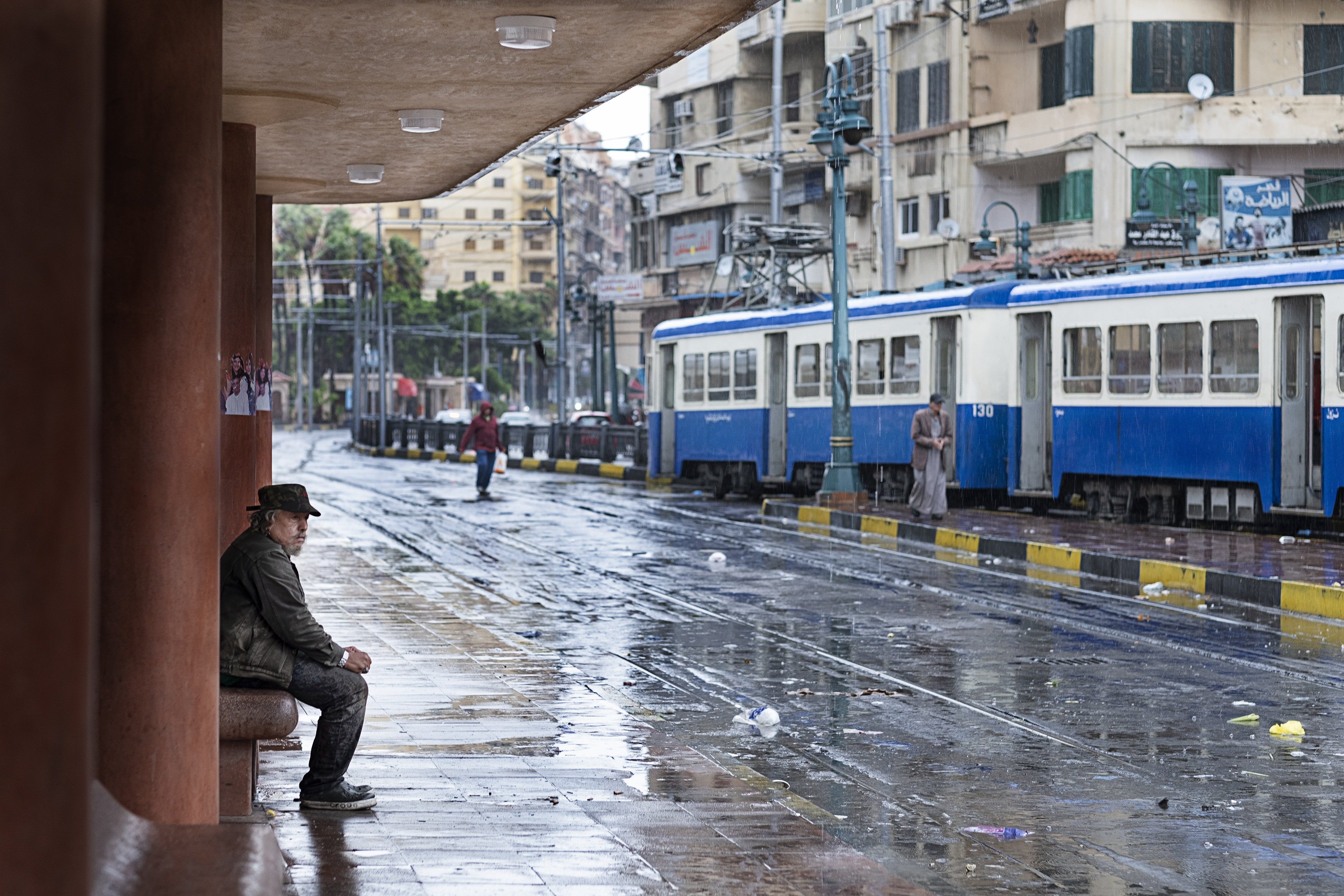
Tramway sous la pluie (fin octobre 2019).

Alexandrie bénéficie d'un climat aride, avec une pluviométrie annuelle de seulement 189 mm. Les précipitations n'ont lieu qu'en hiver, le mois le plus arrosé étant décembre avec 52 mm. Les températures ne connaissent pas de variations excessives et demeurent agréables quelle que soit la saison, grâce à l'effet modérateur de la mer Méditerranée.
| Mois                              | jan. | fév. | mars | avril | mai  | juin | jui. | août | sep. | oct. | nov. | déc. | année |
| --------------------------------- | ---- | ---- | ---- | ----- | ---- | ---- | ---- | ---- | ---- | ---- | ---- | ---- | ----- |
| Température minimale moyenne (°C) | 8,7  | 9    | 10,8 | 13,5  | 16,3 | 20   | 22,5 | 22,9 | 21   | 17,4 | 13,8 | 10,2 | 15,1  |
| Température moyenne (°C)          | 13,4 | 13,9 | 15,7 | 18,5  | 21,2 | 24,3 | 25,9 | 26,3 | 25,1 | 22   | 18,7 | 14,9 | 20    |
| Température maximale moyenne (°C) | 18,4 | 19,2 | 20,4 | 24,4  | 26,7 | 28,8 | 29,9 | 30,1 | 29,6 | 27,5 | 23,9 | 20,1 | 24,9  |
| Précipitations (mm)               | 51   | 27   | 13   | 4     | 1    | 0    | 0    | 0    | 1    | 11   | 29   | 52   | 189   |

| Mois                                        | jan.       | fév.       | mars       | avril     | mai       | juin      | jui.      | août      | sep.      | oct.      | nov.       | déc.       | année      |
| ------------------------------------------- | ---------- | ---------- | ---------- | --------- | --------- | --------- | --------- | --------- | --------- | --------- | ---------- | ---------- | ---------- |
| Record de froid (°C) date du record         | 0 1994     | 0 1994     | 2 1998     | 4 1997    | 7 1993    | 12 1997   | 17 1993   | 18 1983   | 14 1976   | 11 1996   | 1 1993     | 1 2004     | 0 1994     |
| Record de chaleur (°C) date du record       | 29 2010    | 33 1973    | 40 1958    | 41 1998   | 45 1961   | 44 1961   | 43 2002   | 39 1984   | 41 1996   | 38 1982   | 36 2007    | 29 1998    | 45 1961    |
| Record de vent (km/h) date du record        | 101 1981   | 130 1984   | 115 1982   | 101 1986  | 86 1985   | 86 1994   | 101 1986  | 86 1985   | 133 1992  | 119 1987  | 126 1982   | 104 1984   | 133 1992   |
| Record de pluie en 24 h (mm) date du record | 40,53 1979 | 30,12 1967 | 10,44 1971 | 0,29 1980 | 0,17 1968 | 0,17 1968 | 0,03 1982 | 0,11 1964 | 0,14 1968 | 5,45 1979 | 20,64 1963 | 40,23 1962 | 40,53 1979 |

## Économie et société

### À l'origine
À son apogée, la ville antique est peuplée de plus d’un million d’habitants : Grecs, Égyptiens, Syriens, plus tard Italiens. Les Juifs (cf. -319) forment les deux cinquièmes de la population. Leur rivalité avec les Grecs amène souvent des troubles graves.
La ville s'administre en apparence elle-même (boulè, ecclèsia organisées selon le modèle athénien). Le magistrat le plus important semble le gymnasiarque, qui apparaît comme le représentant des citoyens.

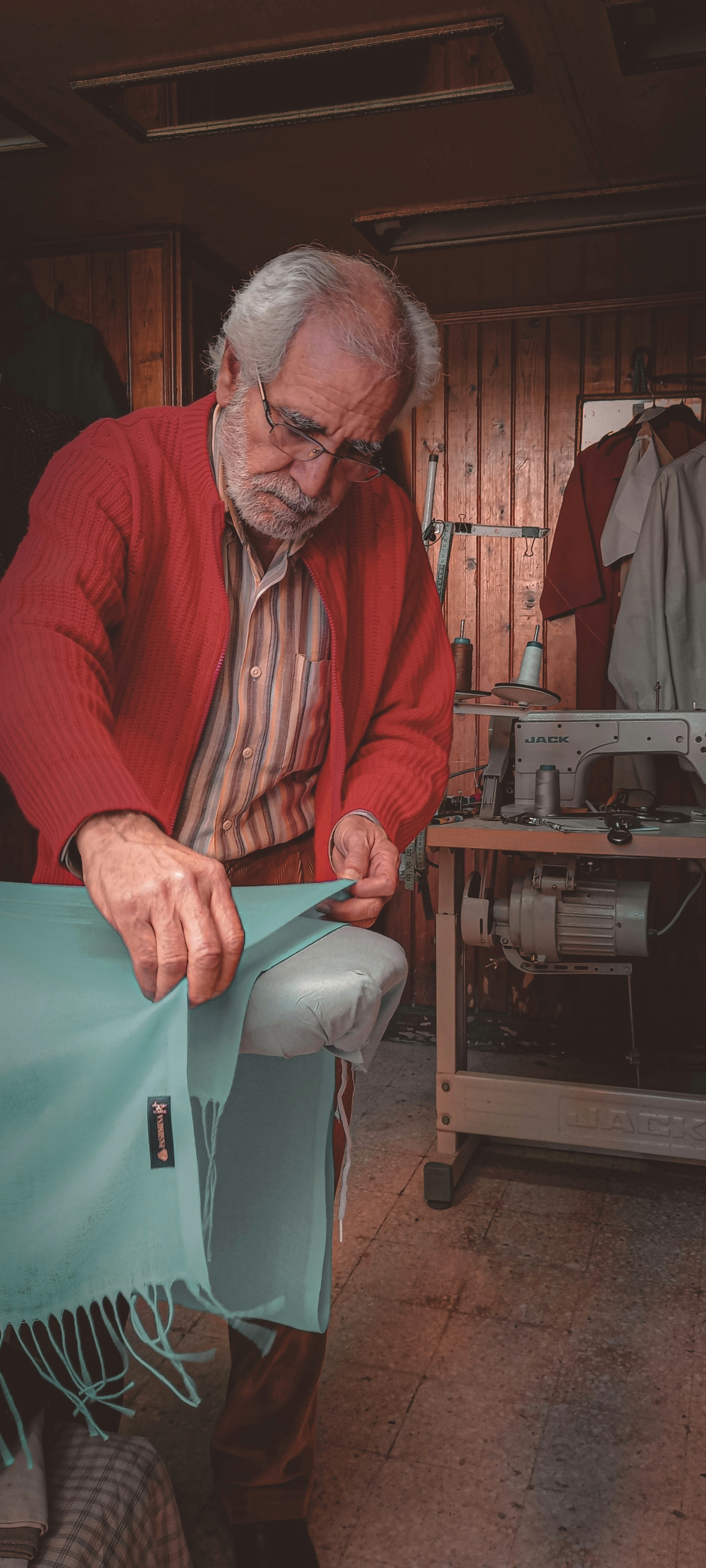
Tailleur à Kom El Dika.

Elle est la seule véritable cité (polis) d’Égypte. Centre politique du royaume lagide, elle abrite l’énorme bureaucratie qui administre l'Égypte. Elle est aussi le centre d’une activité économique intense (vases de terre cuite ou de métal, étoffes, papyrus, parfums, articles de luxe). Seul vrai port de l’Égypte sur la Méditerranée, elle importe du bois, des métaux, du marbre, du vin, de l’huile d’olive et exporte du blé, du papyrus, des toiles et mousselines de lin, des parfums et d'autres produits de luxe. Elle réexpédie des marchandises d’Afrique noire (ivoire, or, plumes d’autruche, esclaves, animaux sauvages), d’Arabie et d'Inde (épices, aromates, parfums, soie).

### Aujourd'hui
Au début du XXIe siècle, l'économie de la ville est fondée sur son port, son industrie et, malgré une diminution, le tourisme.
Alexandrie est aussi une ville industrielle : raffineries, cimenteries, constructions navales, textiles, cuir, papier, industries alimentaires, chimiques et mécaniques.
Alexandrie est une grande place touristique pour son architecture spécifique, son renom et l’intérêt de ses musées. Station balnéaire au climat plus agréable que dans l'arrière-pays, elle attire chaque été les classes moyennes et aisées du Caire.

## Transports

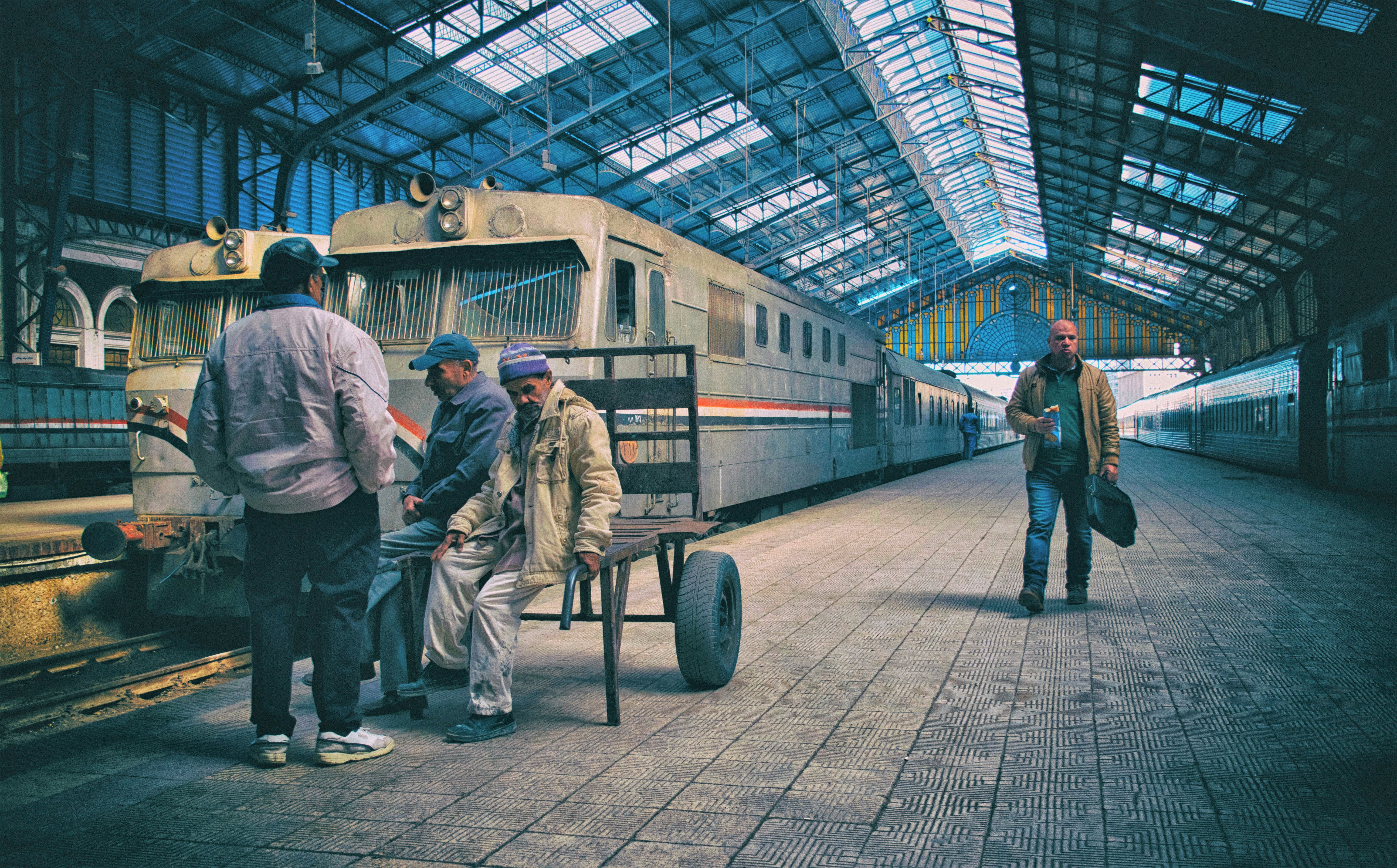
Sur les quais de la gare d'Alexandrie-Misr.

La ville est reliée par le transport aérien avec l'Aéroport international de Borg El Arab.
L'ouverture du canal de Suez, en 1869, a marqué une nouvelle ère pour Alexandrie : elle devient la principale place de commerce du pays et son port, le premier du pays. Une société brillante et cosmopolite s'installe : Grecs, Italiens, Français, « Levantins », mais aussi minorités égyptiennes, comme les coptes et les juifs forment cette riche société, qui disparait en grande partie sous Nasser. La ville se prolétarise alors, avec l'afflux d'immigrés provenant de Suez et de Port-Saïd, dès 1967.
Le port d'Alexandrie (20,6 millions de tonnes en 1991) a un « hinterland » vaste et large. Il a le quasi-monopole des exportations égyptiennes, notamment du coton et importe les trois-quarts des produits étrangers.

## Éducation

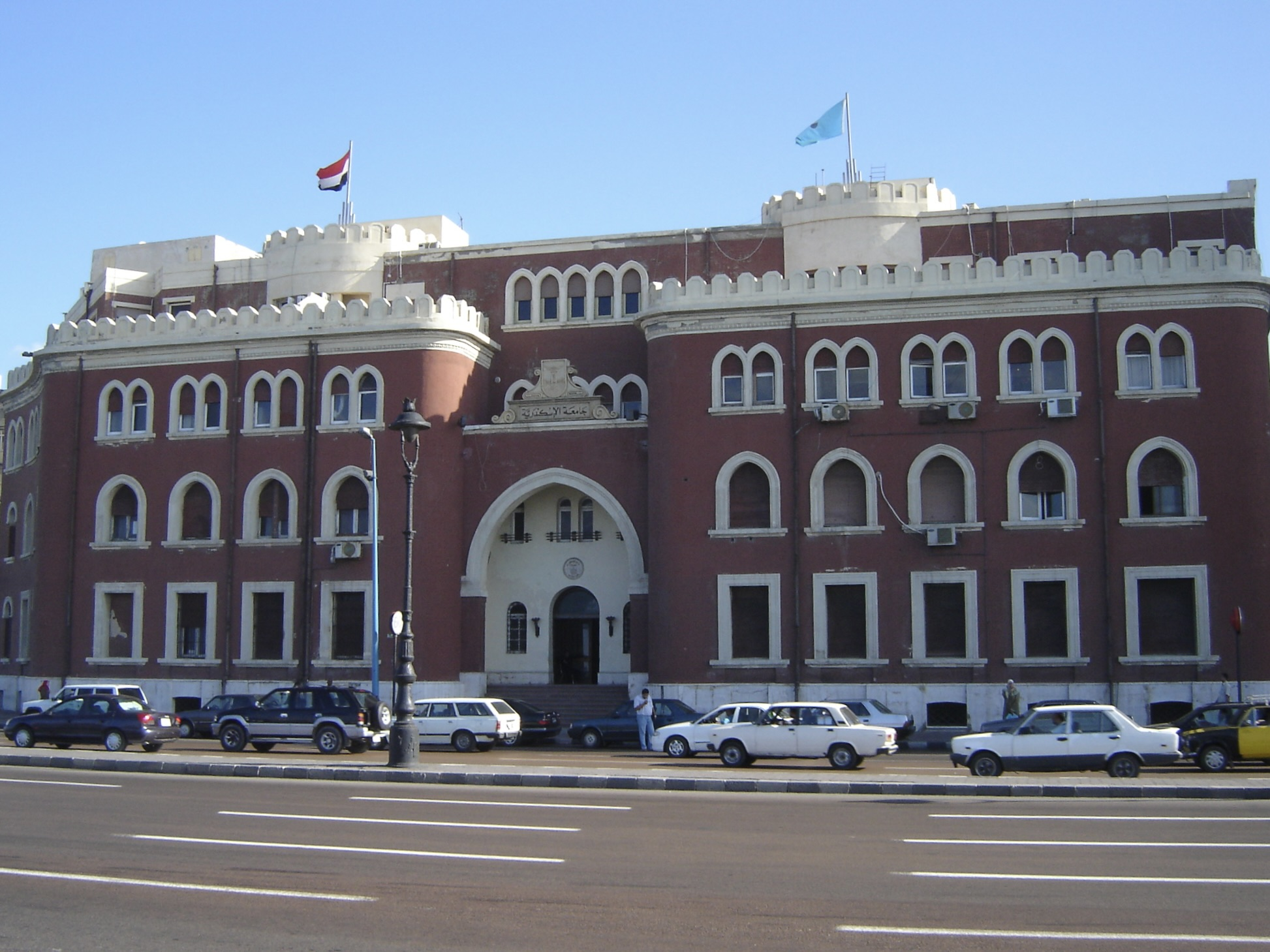
Bâtiment administratif de l'université d'Alexandrie.

La ville compte plusieurs universités, dont l'université d'Alexandrie fondée en 1942 ainsi que l'université Senghor d'Alexandrie, université francophone internationale fondée en 1990.

## Sport
La ville possède une longue tradition sportive, ayant organisé les Jeux méditerranéens de 1951 et les Jeux panarabes de 1953. Elle possède de nombreux stades, comme le stade d'Alexandrie, l'un des plus anciens du pays, avec 13 660 places, le stade Borg Al Arab, l'un des plus grands du pays avec 86 000 places, ou encore le stade El Max.
Il existe de nombreux clubs de football dans la ville, dont certains ont dominé pendant une époque le championnat égyptien :
- Ittihad Alexandrie ;
- Al Olympi ;
- Haras El-Hedood ;
- Smouha Sporting Club.

## Dans la culture
Plusieurs personnalités liées à Alexandrie figurent dans un nombre d'œuvres important, tels que Cléopâtre VII et Hypatie.

### Dans la littérature
Al-Mas'ûdî, historien arabe né à Bagdad, écrivit au Xe siècle Les Prairies d'or, dans lequel il narre une légende concernant la création d'Alexandrie. Alors qu'Alexandre le Grand commença les travaux, il aperçut un corbeau se poser et y vit un signe de Dieu, qui a décidé que la ville disparaîtrait bientôt, après avoir appartenu à différents rois. Une fois les fondements de la ville étaient posés, une nuit, des animaux sortirent de la mer pour tout détruire. Le lendemain, le roi pressentit alors la fin prochaine de la future ville. Puis, lorsque les fondations de la ville furent érigées, des monstres marins sont venus chaque nuit pour les détruire. Alexandre fait alors fabriquer une structure en bois et en verre, étanchéifiée par de la résine. Il s'y enferma avec des hommes et descendit au fond de la mer, relié à la surface par des câbles, pour faire le portrait de ces créatures dotées d'outils. Au retour de son périlleux voyage, il fait réaliser des statues ressemblant à ses dessins, et les fait placer sur la plage, près de la ville naissante. La nuit suivante, lorsque les monstres revinrent pour recommencer leur travail de destruction, ils virent leurs propres images horribles. Effrayés, ils fuirent pour toujours. Mais des conteurs égyptiens prétendent qu'ils revinrent par la suite. Le roi fit alors ériger des colonnes en forme de flèches, nommées el-Mesal, ornées de talismans, statues, images et inscriptions protectrices. Maria Savi-Lopez (it), poétesse italienne, reprend brièvement cette légende dans son Leggende dal mare (1894), qu'elle dit tirer du volume 2 du Folk-Lore Journal. Cette histoire est un témoignage des légendes musulmanes qui font d'Alexandre le Grand l'héritier des pouvoirs magiques qu'auraient eu les pharaons.
Constantin Cavafy, poète grec, a évoqué sa ville natale dans plusieurs de ses poèmes,.
E. M. Forster, écrivain britannique, consacre deux récits de voyage à la ville : Alexandrie. Une histoire et un guide ( de 1922) et Pharos et Pharillon. Une évocation d'Alexandrie (1923).
Lawrence Durrell, écrivain britannique, rédigea sa tétralogie Le Quatuor d'Alexandrie entre 1957 et 1960.
Édouard Al-Kharrat, écrivain originaire d'Alexandrie, a consacré trois romans  à sa ville. Ils forment une sorte de trilogie et sont traduits en français.

### Dans la musique
- Alexandrie Alexandra, chanson disco composée en 1977 et interprétée par Claude François.

### Dans le jeu vidéo
- Tomb Raider : La Révélation finale, développé par Core Design et sorti en 1999.
- Assassin's Creed Origins, développé par Ubisoft Montréal et sorti en 2017.

## Personnalités liées à Alexandrie

### De l'Antiquité auXIXesiècle
- Aelius Promotus
- Anatole de Laodicée
- Apollonios de Rhodes
- Alexandre le Grand
- Arius
- Apolline d'Alexandrie (sainte)
- Artapan d'Alexandrie
- Athanase (saint)
- Basilide
- Angelo Bolognesi (1836-1874), explorateur italien, mort à Alexandrie.
- Callimaque de Cyrène
- Carpocrate
- Cyrille d'Alexandrie (saint)
- Diophante d'Alexandrie
- Ératosthène
- Euclide
- Héron d'Alexandrie
- Hérophile d’Alexandrie
- Hésychios d'Alexandrie
- Hypatie d'Alexandrie
- Pandrosion d'Alexandrie
- Philon d'Alexandrie
- Ptolémée Ier
- Cléopâtre VII
- Abbas II Hilmi
- Ptolémée
- Ammonios Saccas
- Achille Tatius

### Époque contemporaine
- Abbas II Hilmi
- Adolf El Assal
- André Lévy-Lang
- Jean Agélou
- Garbis Aprikian
- Shrouk El-Attar
- Céline Axelos
- Isabelle de Botton
- Evariste Breccia
- Georges Cattaui
- Constantin Cavafy
- Youssef Chahine
- Fausta Cialente
- Jean Cortot
- Camelia (actrice)
- Dalida (chanteuse et actrice égyptienne-italienne puis française)
- Jean Dessès
- Jean Dideral
- Lawrence Durrell
- Robert Favart
- Nicola Filacuridi
- Claude François
- Jean-Yves Empereur
- Jean-Pierre Grédy
- Marguerite Nakhla
- Georges Guétary
- Raymond Hakim
- Rudolf Hess
- Robert Ilbert
- Madiha Kamel
- Édouard Kleinmann
- Alexandre Lagoya
- Claude Lazar
- Marco Mann
- Mahienour Al-Massry
- Jean de Menasce
- Togo Mizrahi
- Edward Morgan Forster
- Ibrahim Moustafa
- Georges Moustaki
- Michèle Reverdy
- Demis Roussos
- Georges Sabbagh
- Haim Saban
- Tawfiq Saleh
- Georges Schéhadé
- Omar Sharif
- Grégoire Solotareff
- Carlo Suarès
- Nadine Suarès
- Zubaida Tharwat
- Filippo Tommaso Marinetti
- Giuseppe Ungaretti
- Nagui
- Moustapha Ben Halim
- Habib Tawa
- Adel Adham (1928-1996), acteur égyptien
- Nelly Huri (1907-1998), résistante
- Nahed Chérif, actrice égyptienne née à Alexandrie

## Galerie

### La ville

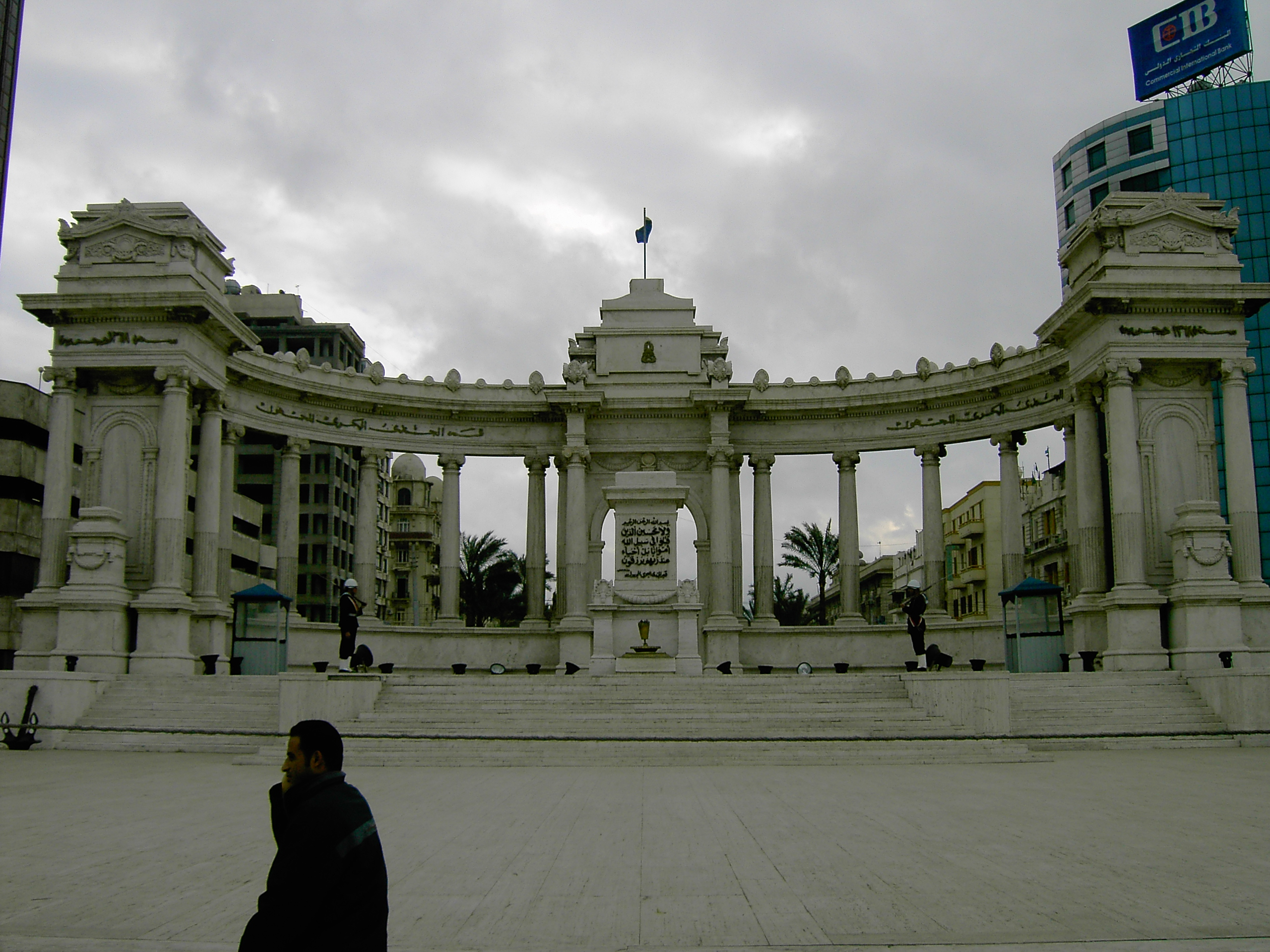
La victoire.
Un taxi d'Alexandrie.
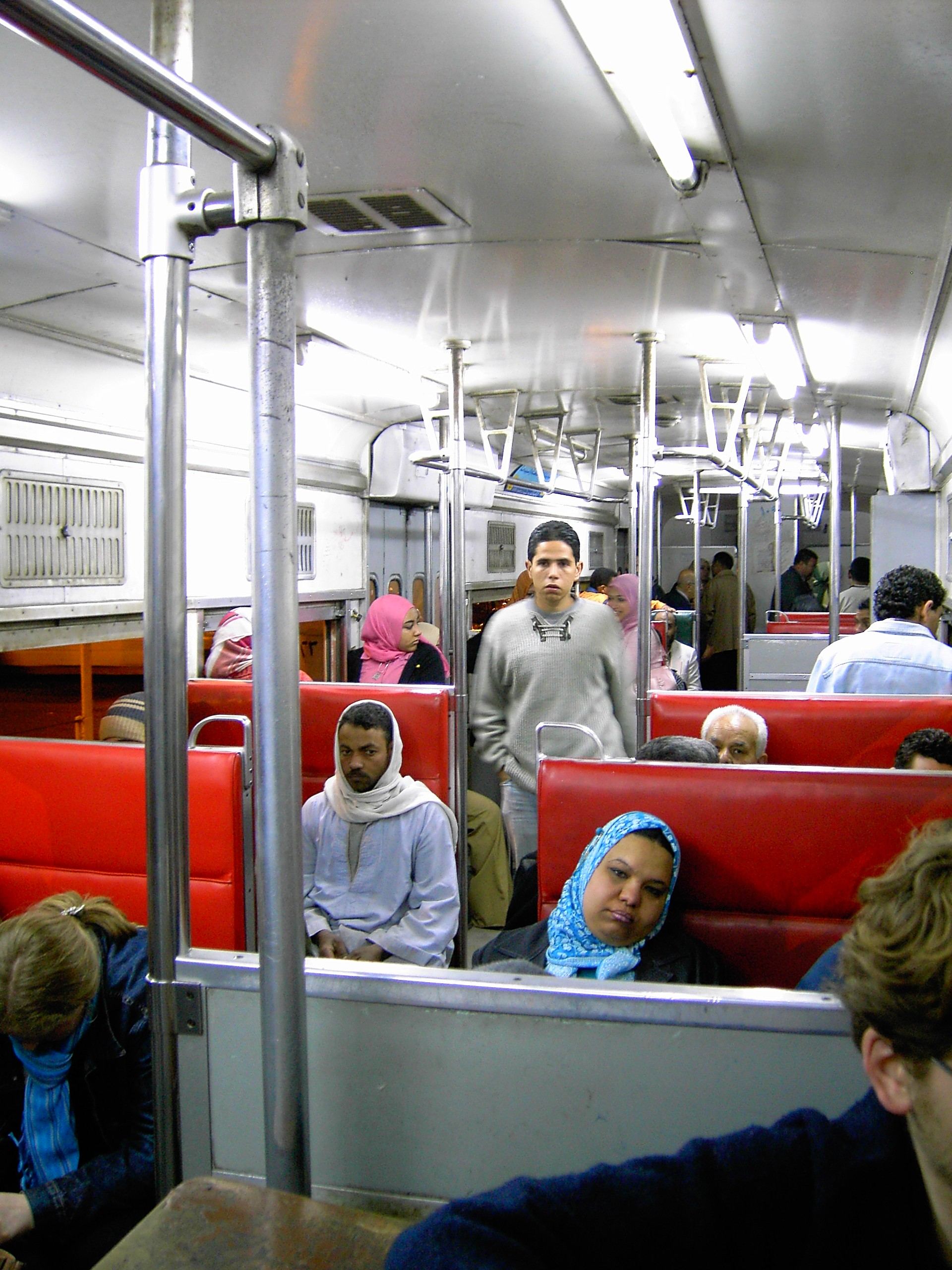
Le tramway d'Alexandrie.
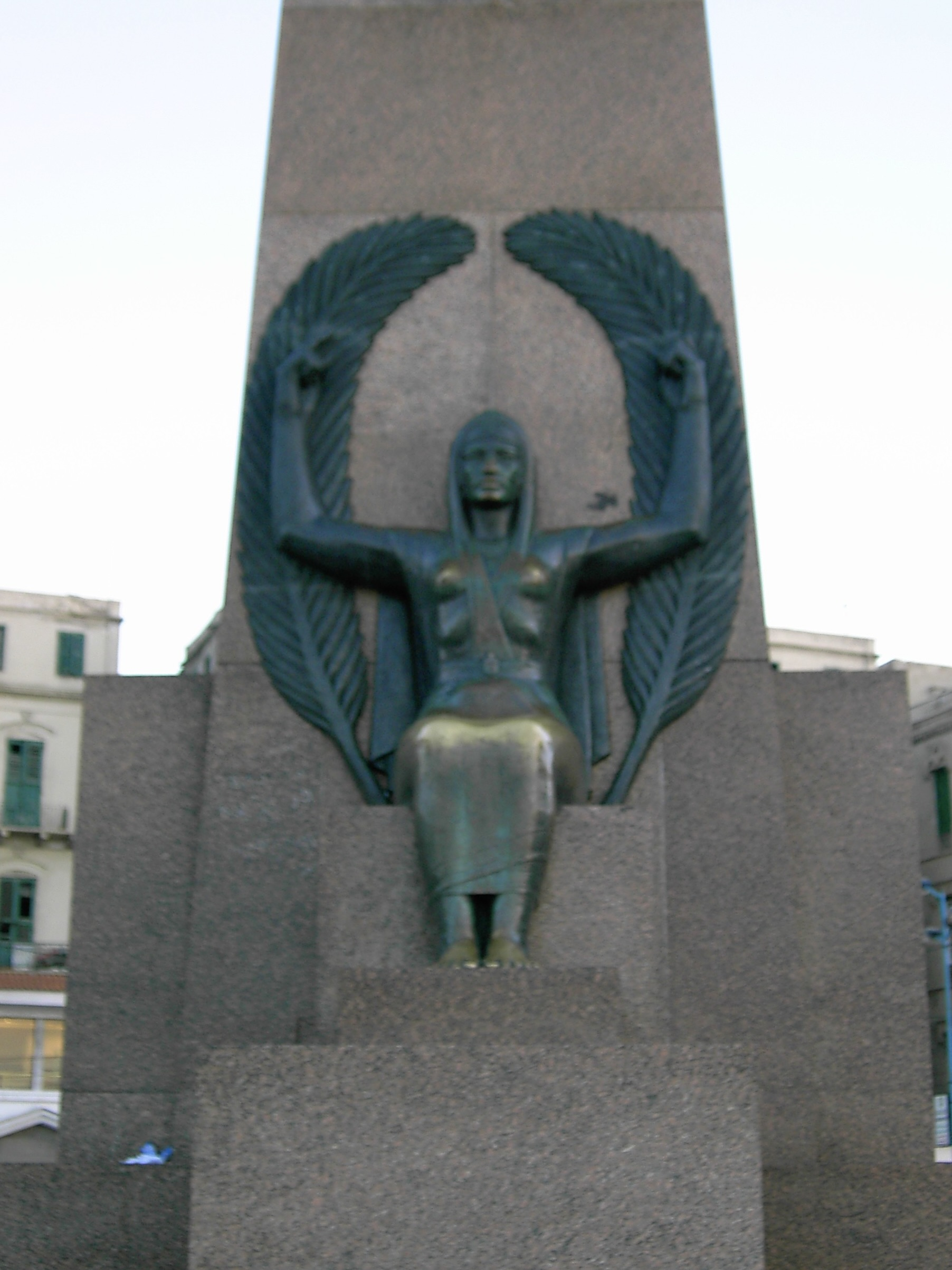
Statue place Saad Zahgloul.
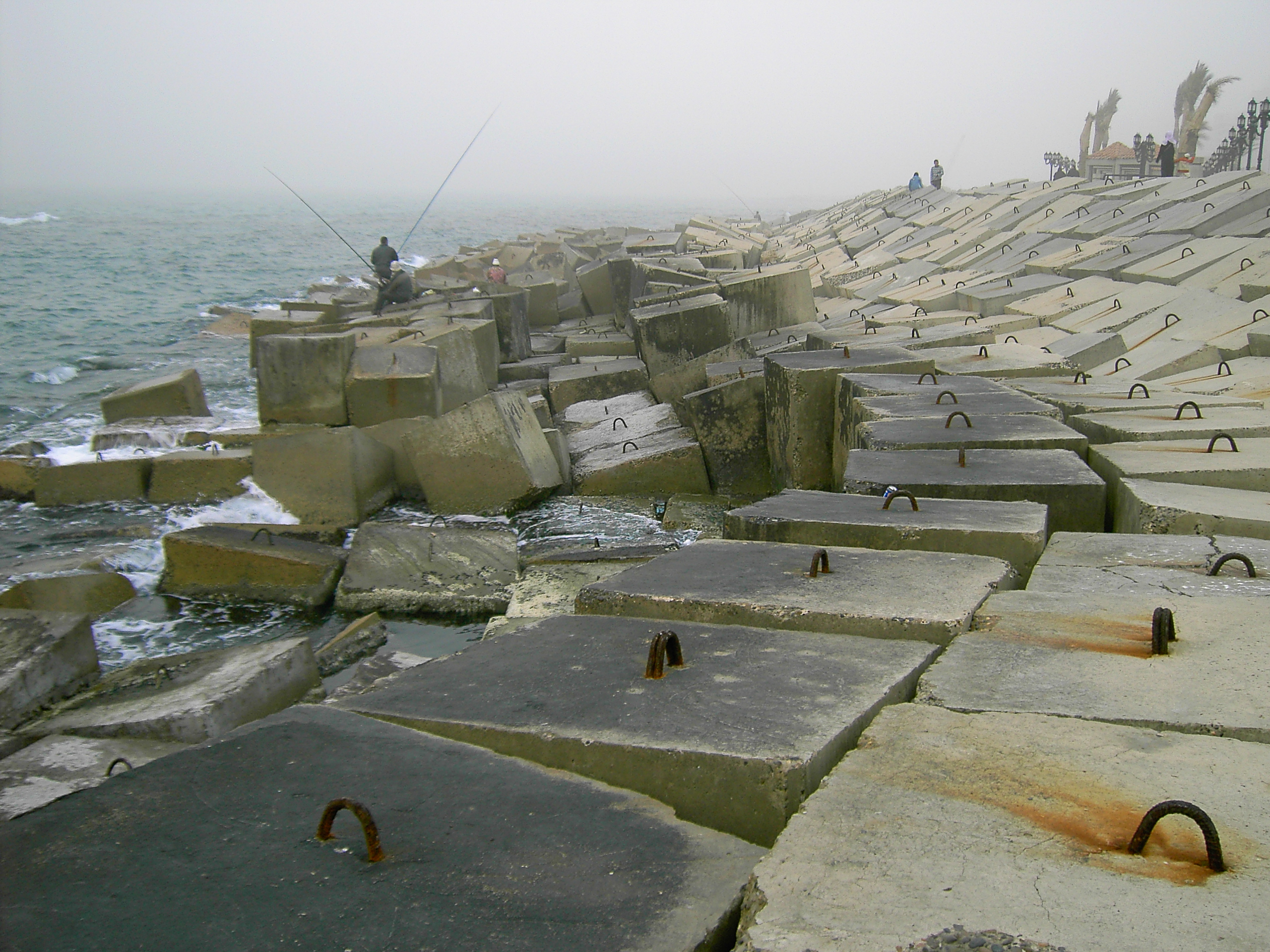
Rivage alexandrin le long de la jetée.
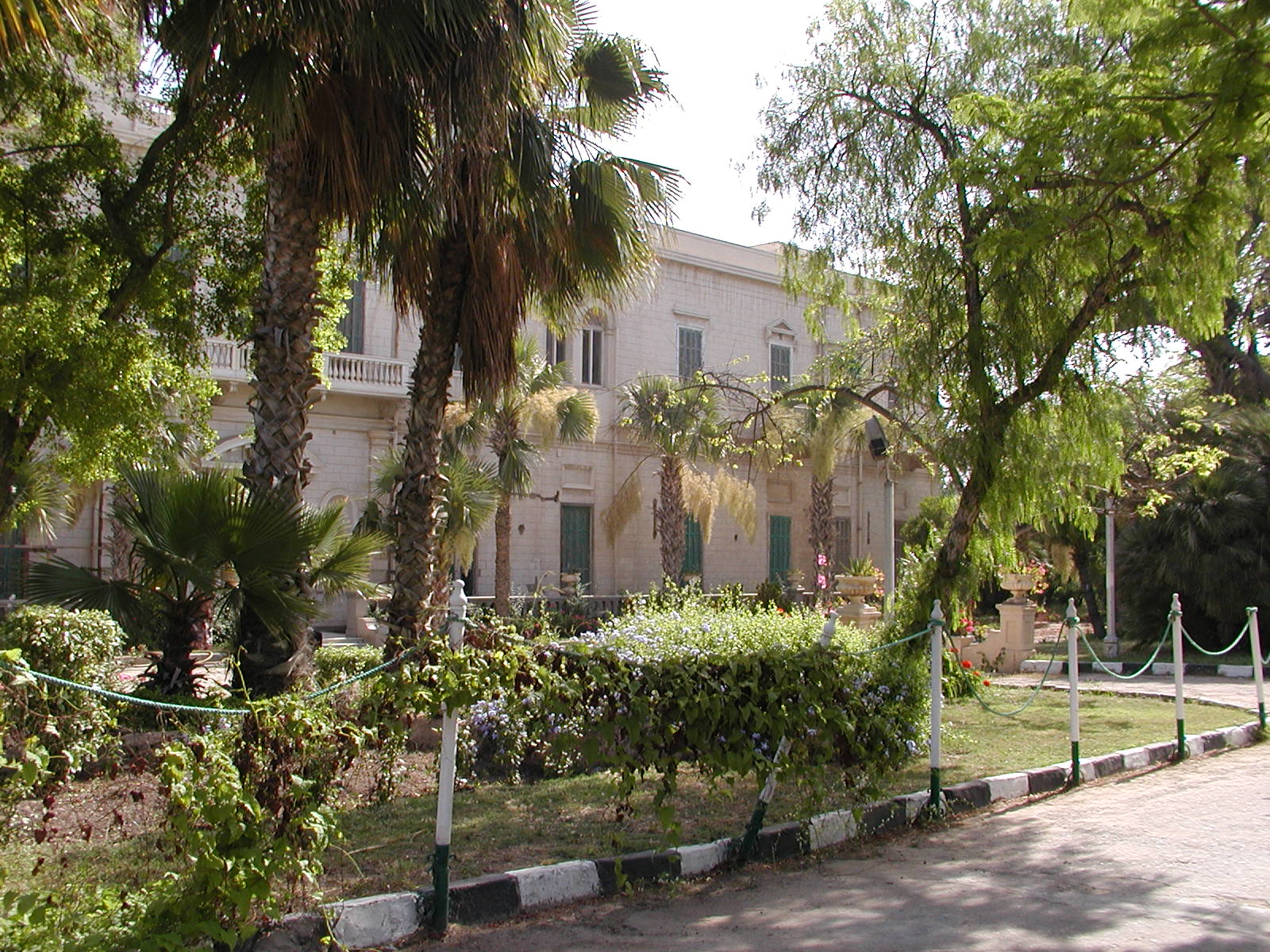
Le palais Antoniadis.
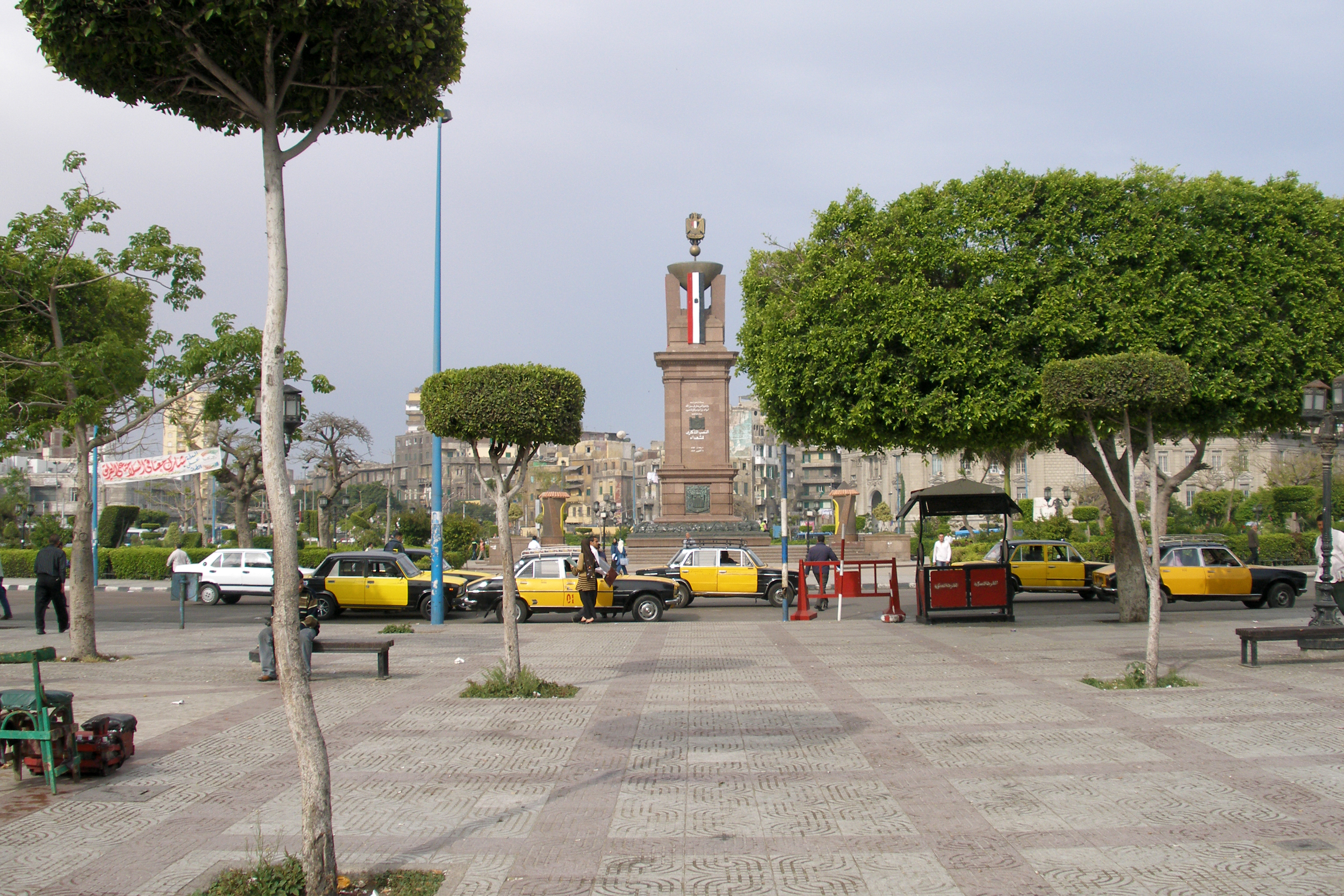

### Musée national

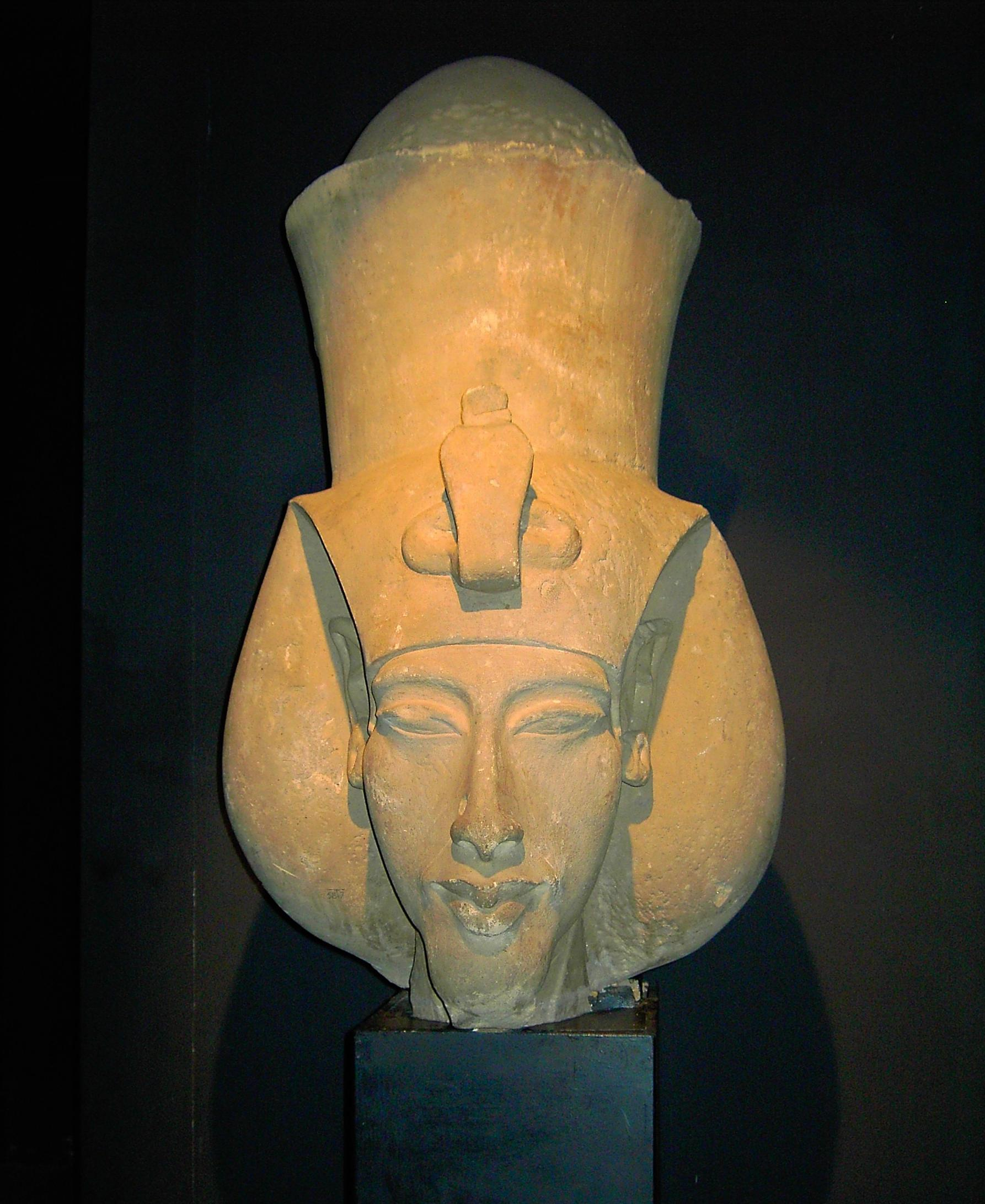
Akhenaton.
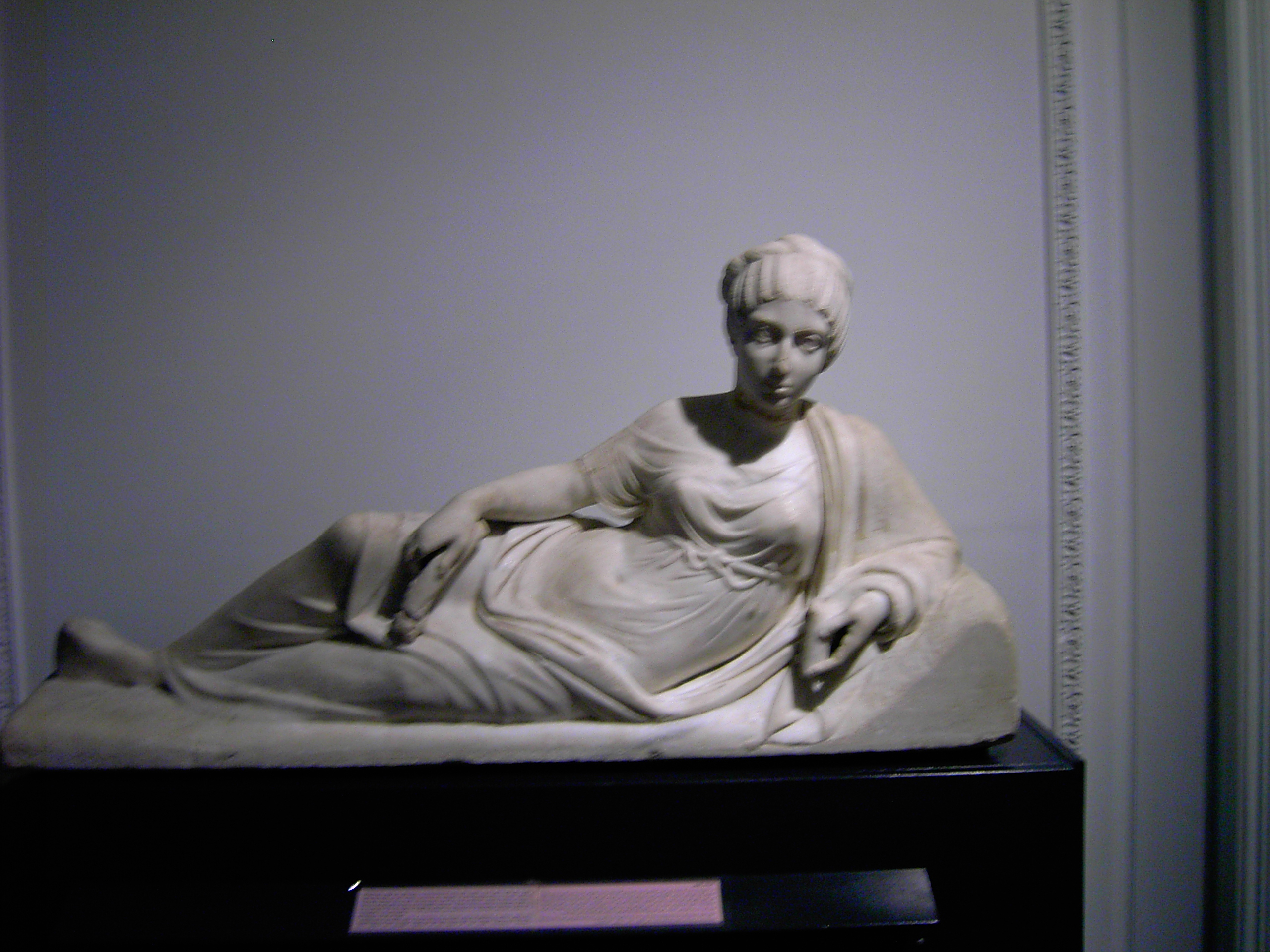
Pierre tombale.
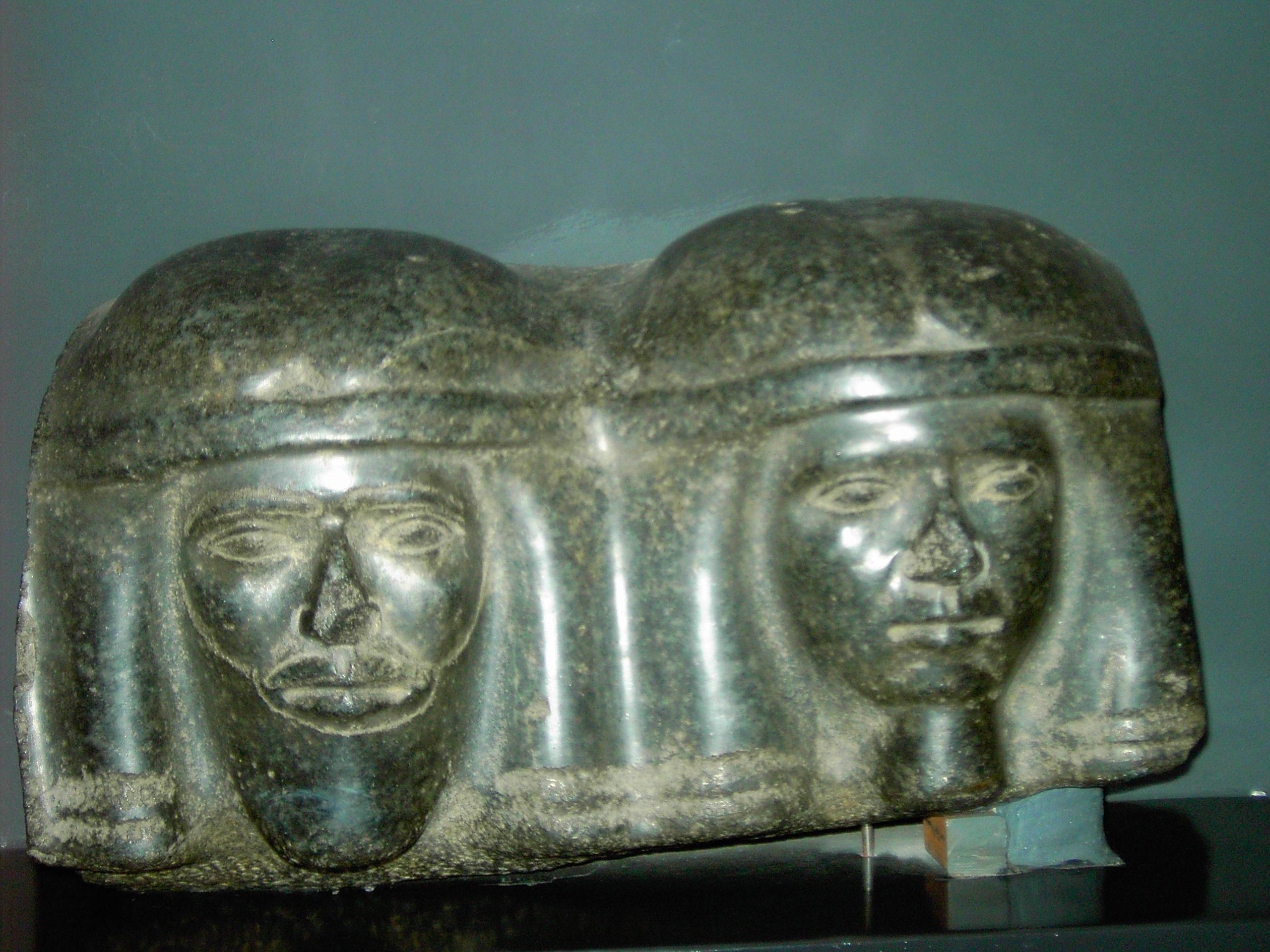
Têtes d'une statue de l'ancienne cité de Saqqarah.
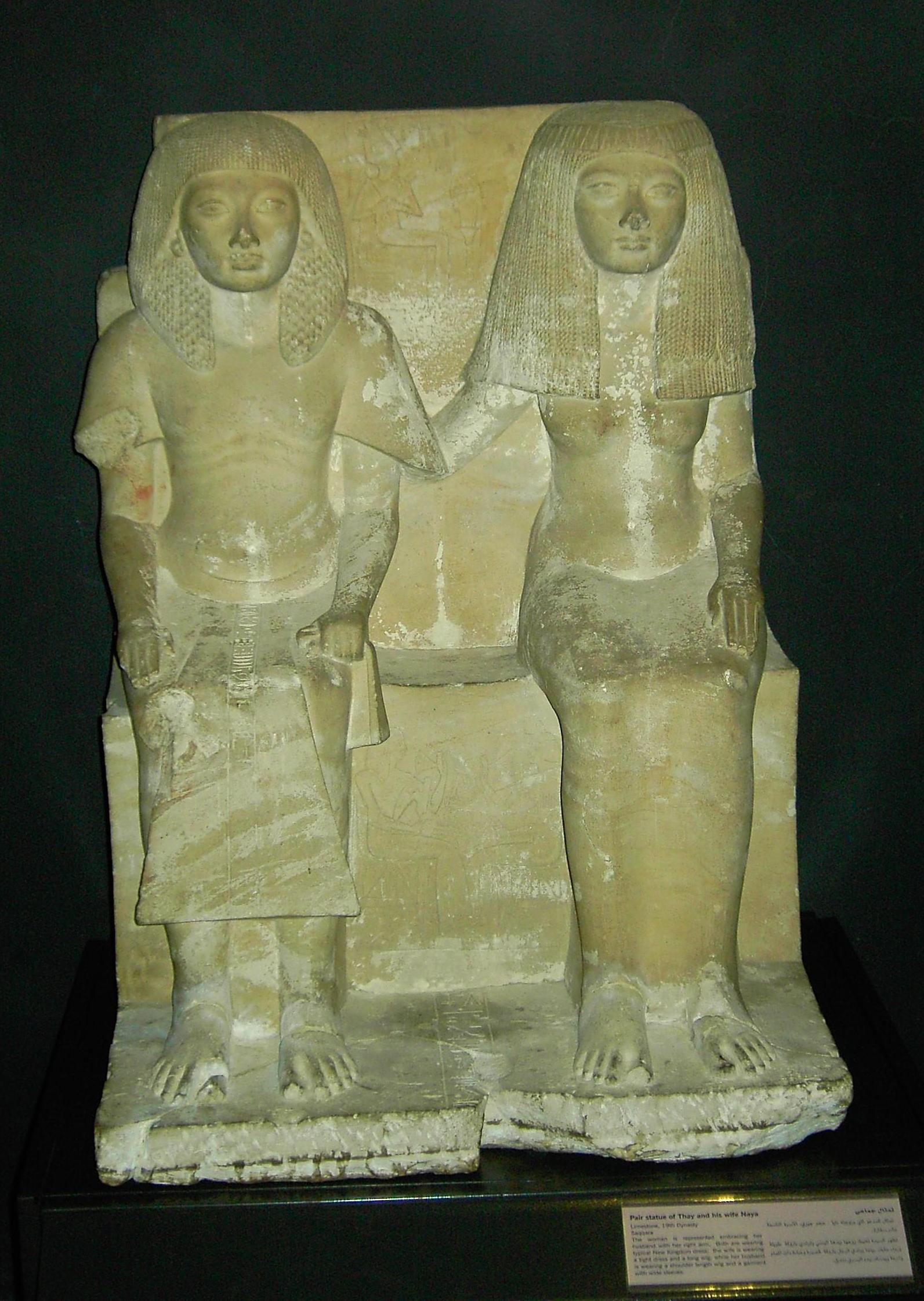
Statue de l'ancienne cité de Saqqarah.
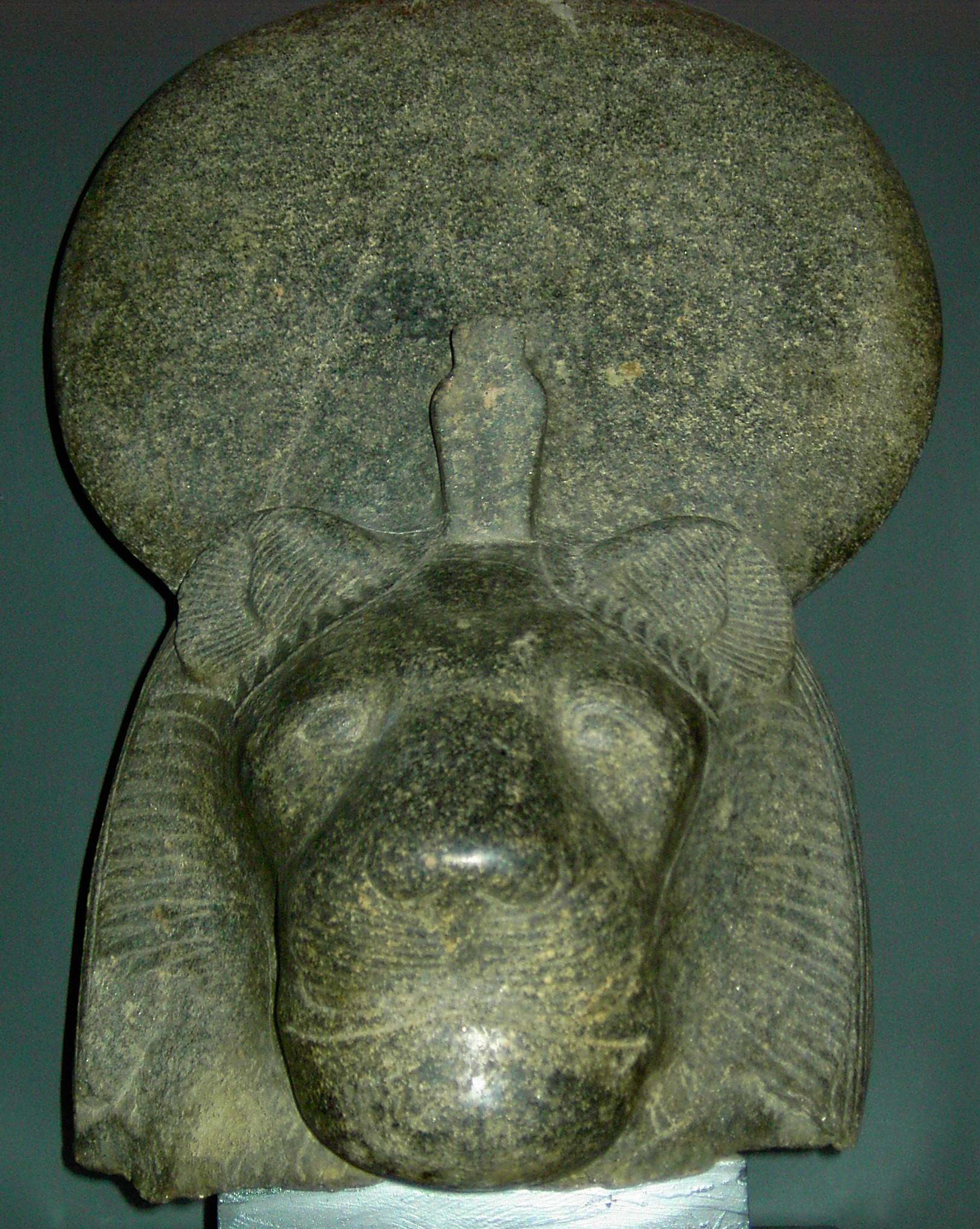
Statue de Sekhmet.
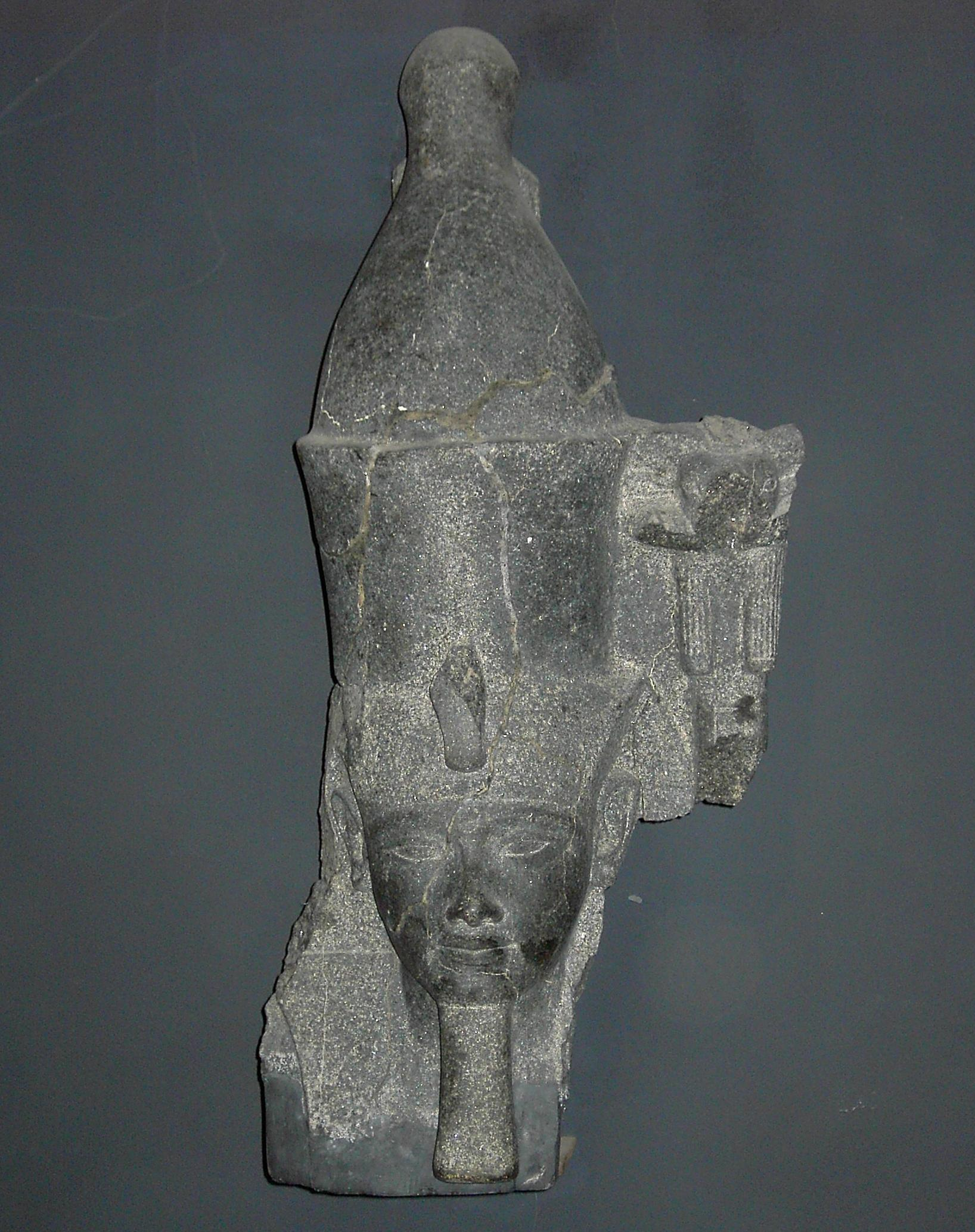
Pschent.
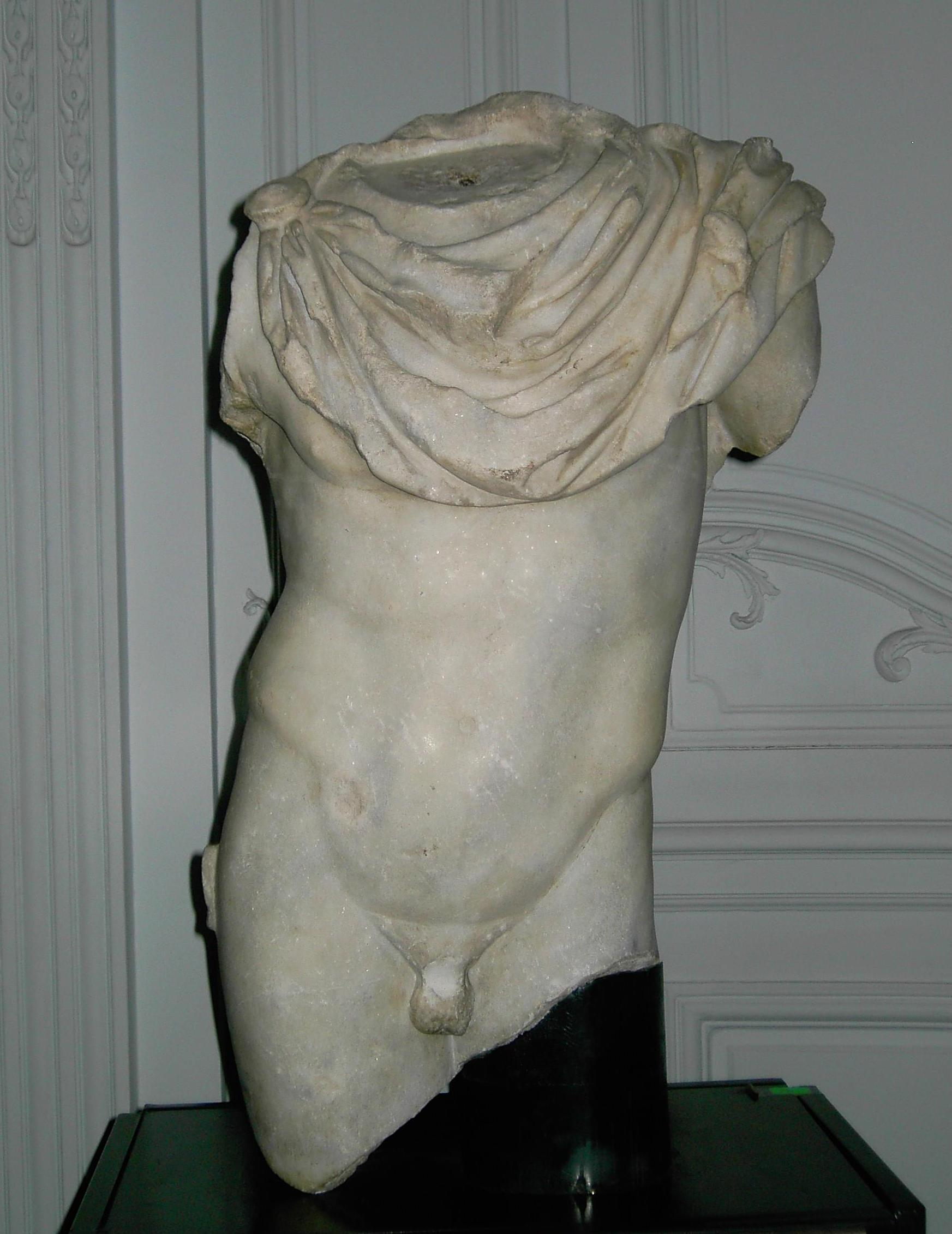
Statue de l'époque gréco-romaine en Égypte.
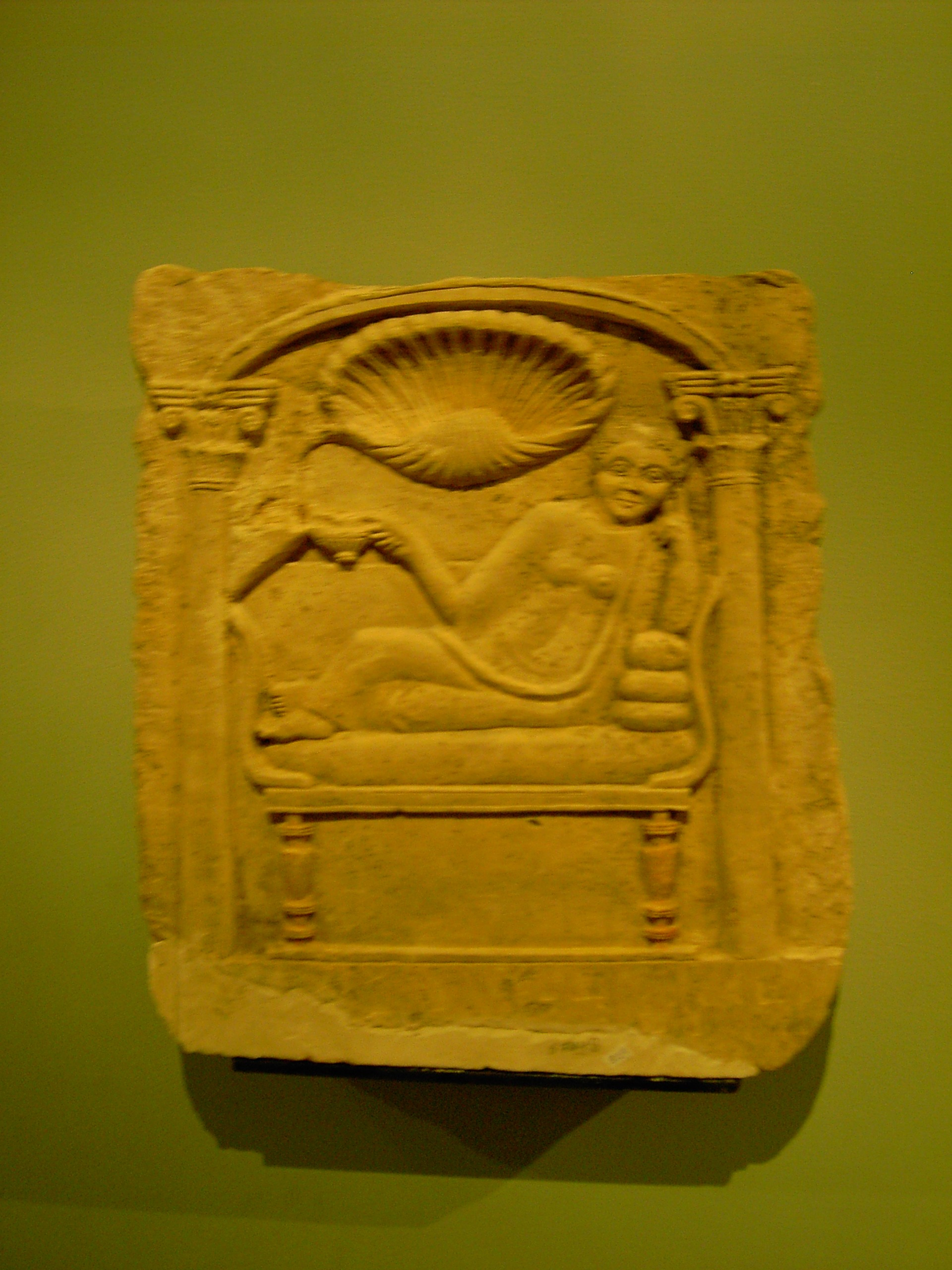
Bas-relief de l'époque gréco-romaine en Égypte.
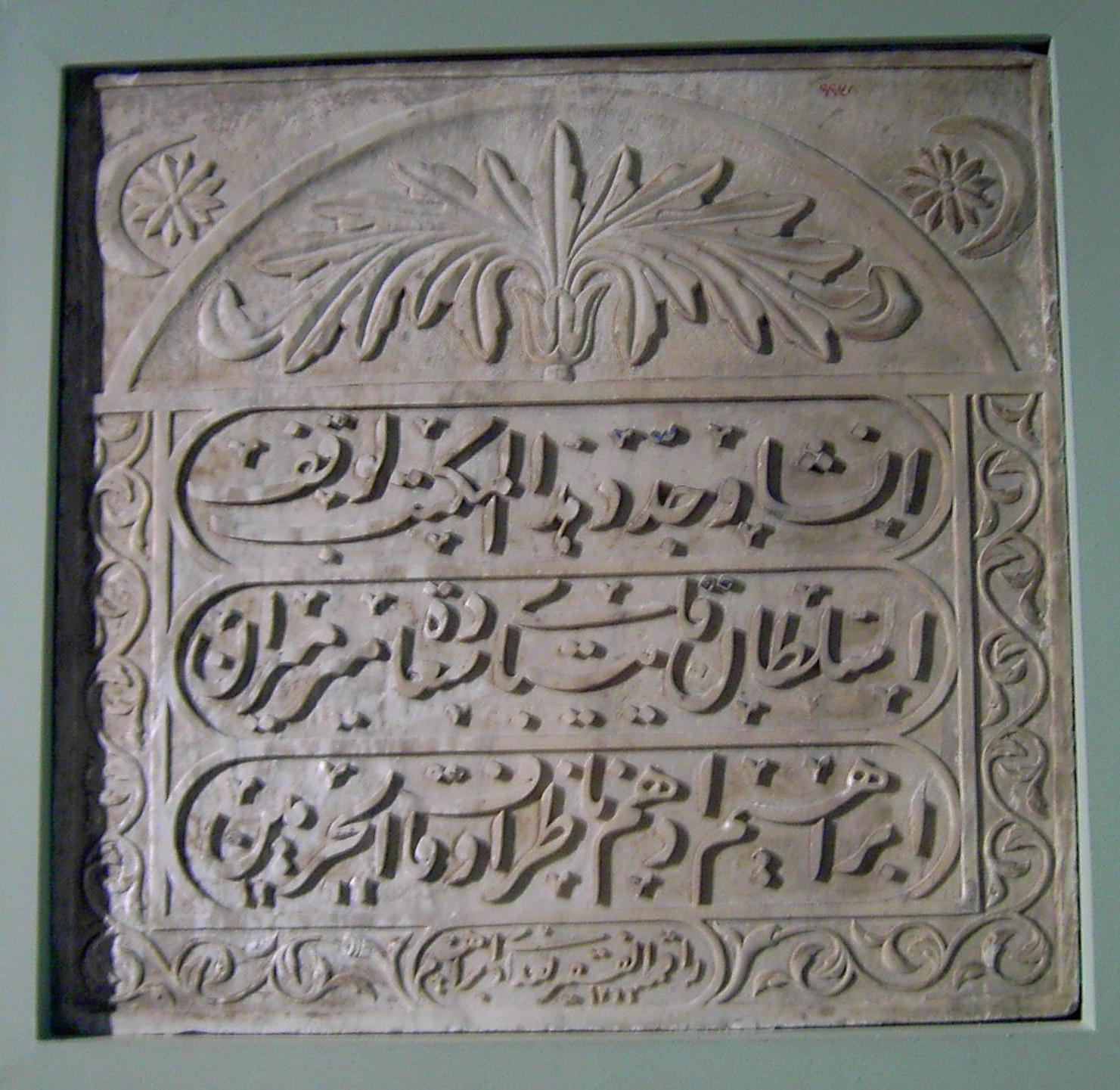
Poème en arabe, gravé sur une plaque en métal.
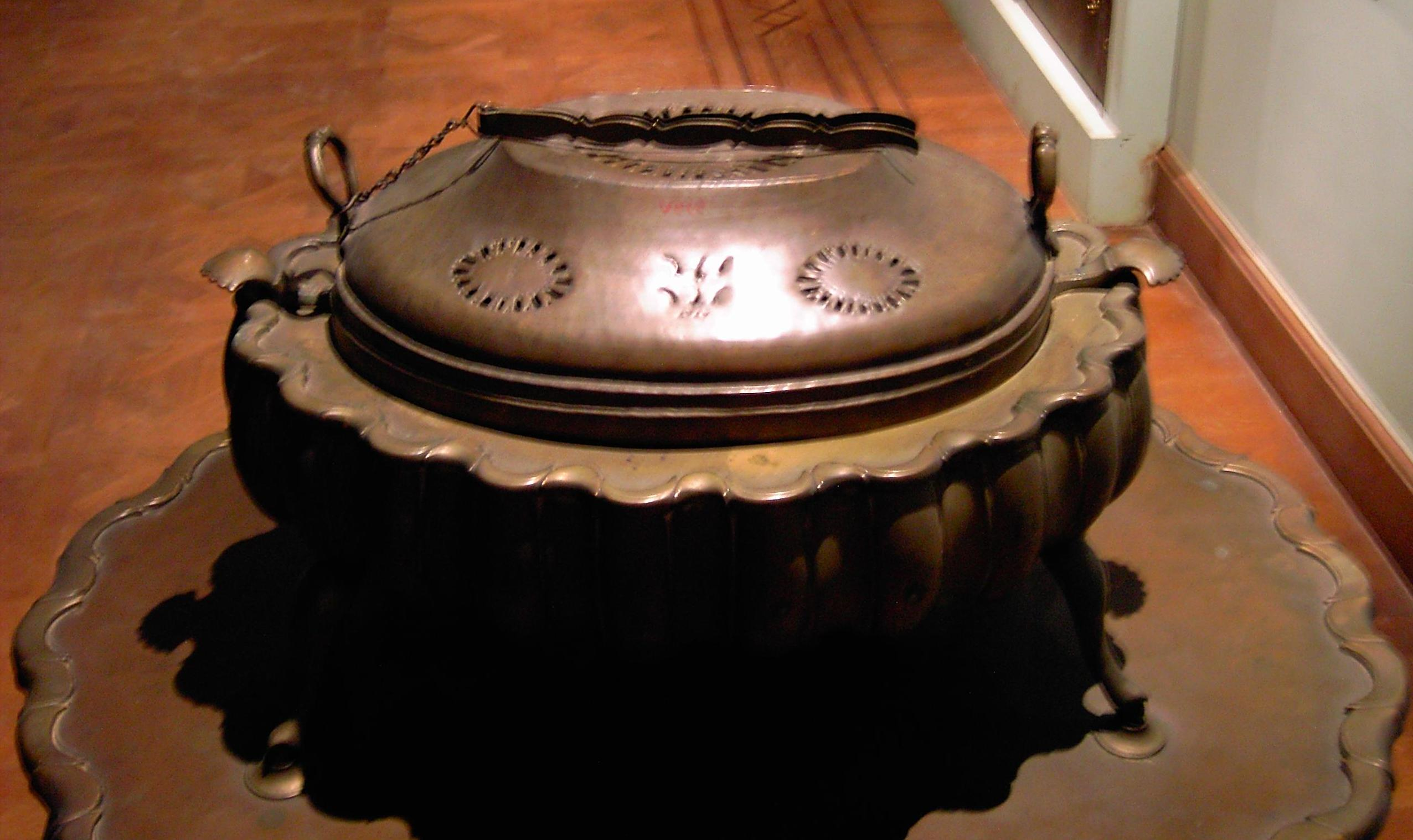
Brûleur décoré selon l'art islamique.
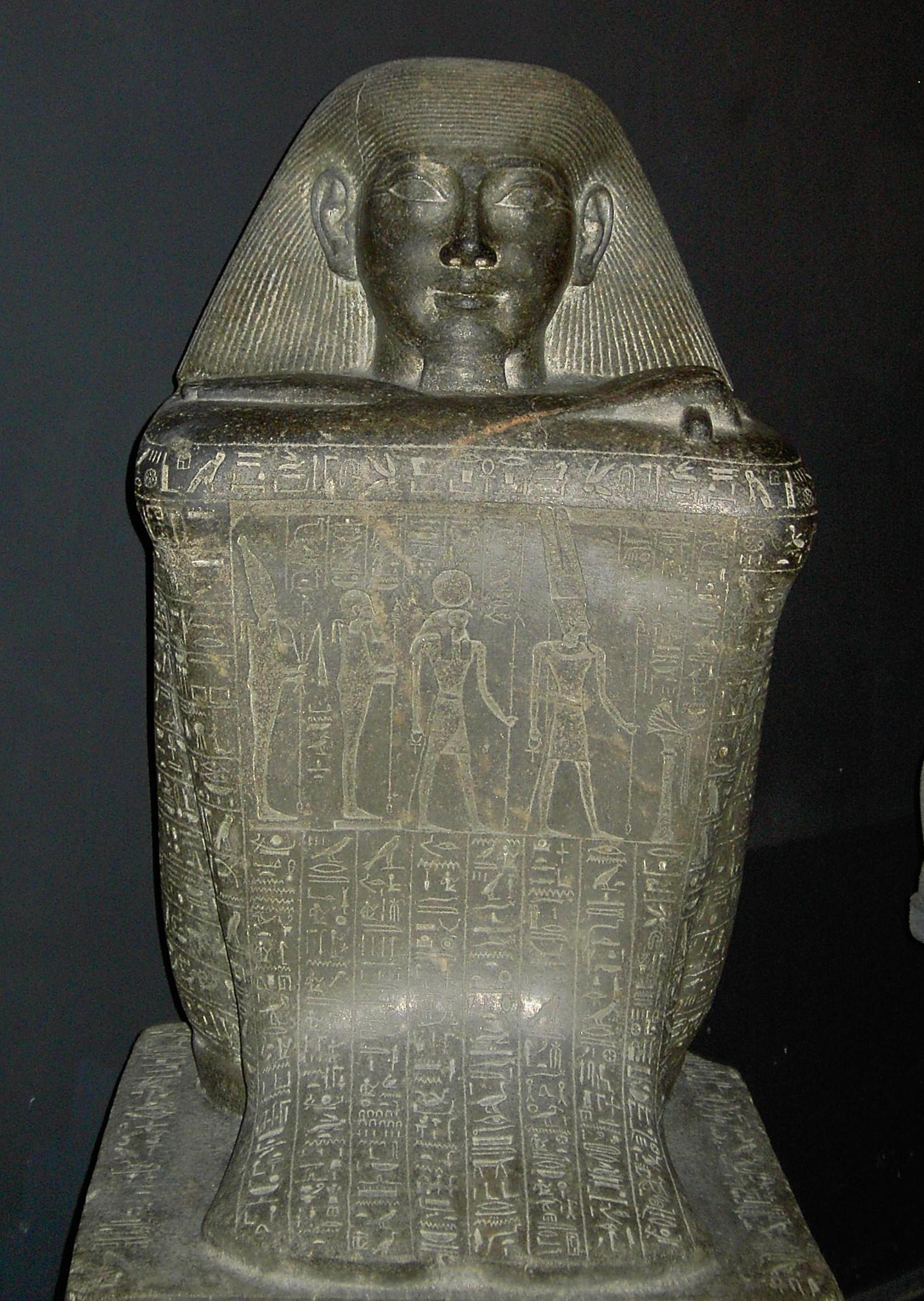
Statue-bloc d'un scribe.
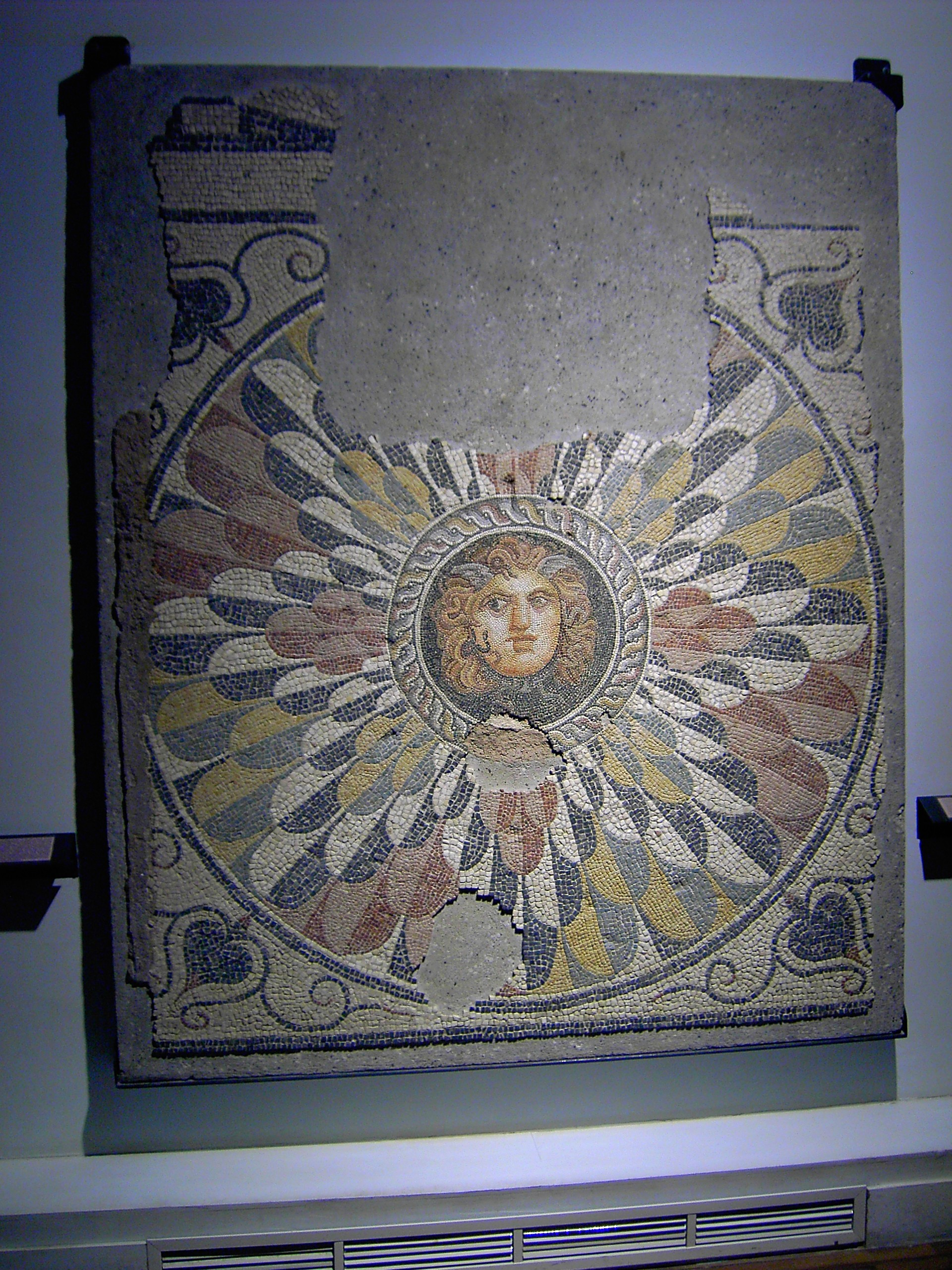
Méduse au centre d'une mosaïque ; œuvre découverte au théâtre Diana d'Alexandrie.
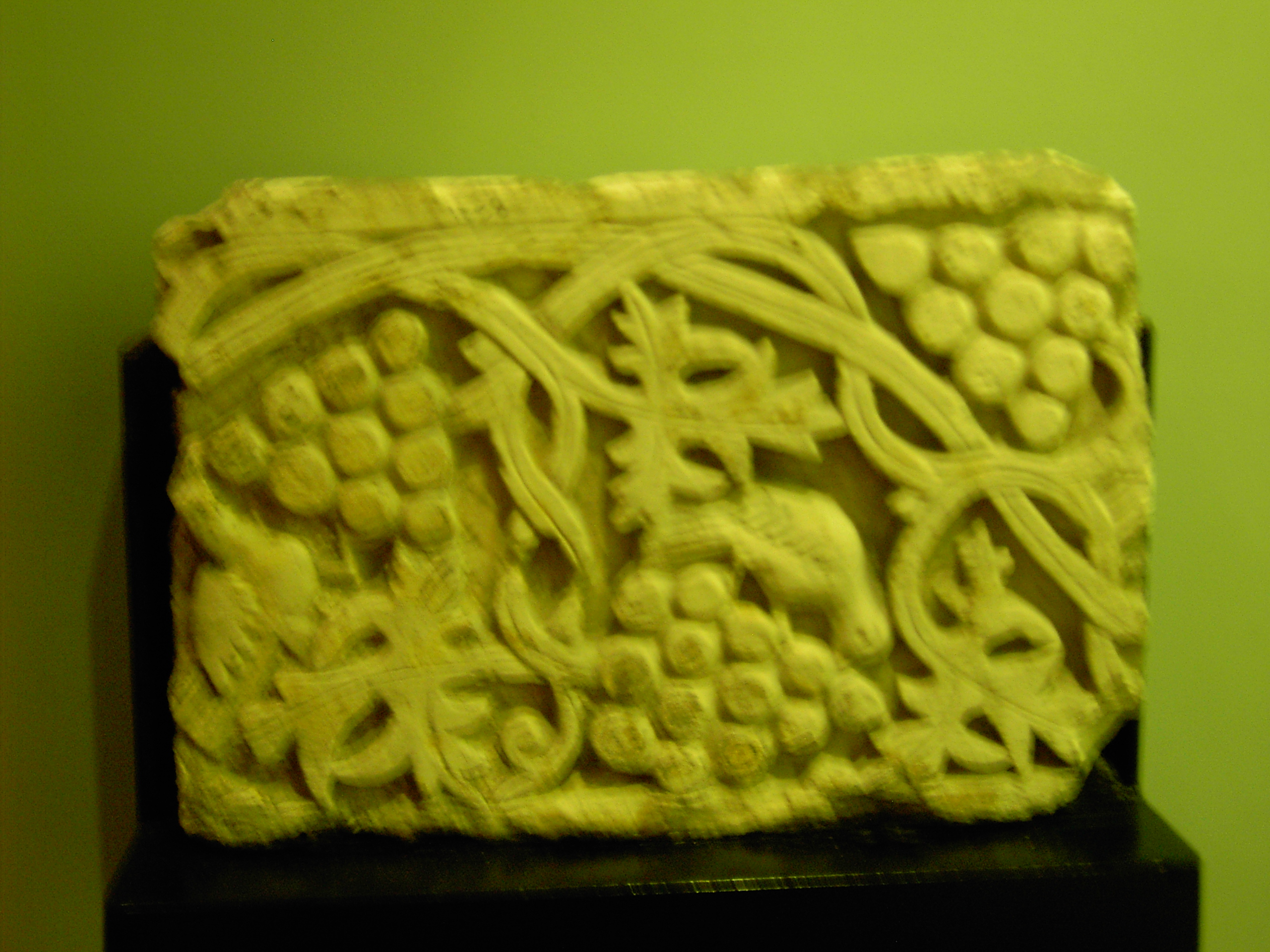
Exemple d'art coptique.
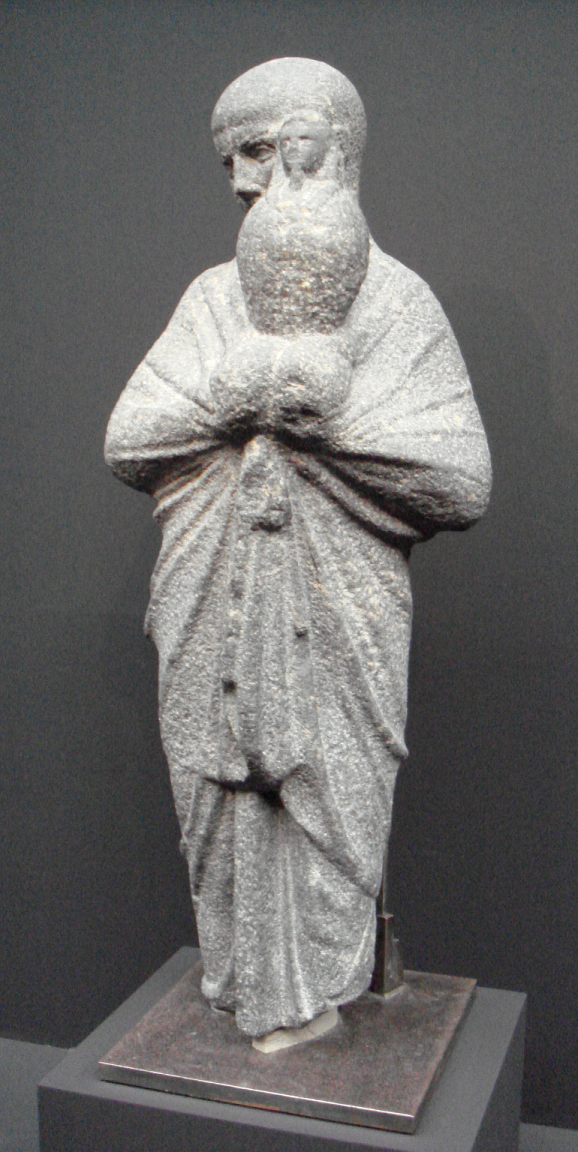
Statue de prêtre présentant l'Osiris-Canope.
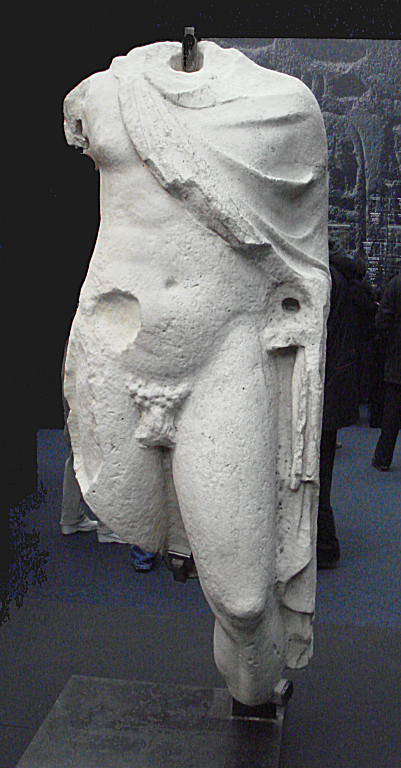
Statue d'un Ptolémée III sous la forme du dieu Thot-Hermès.
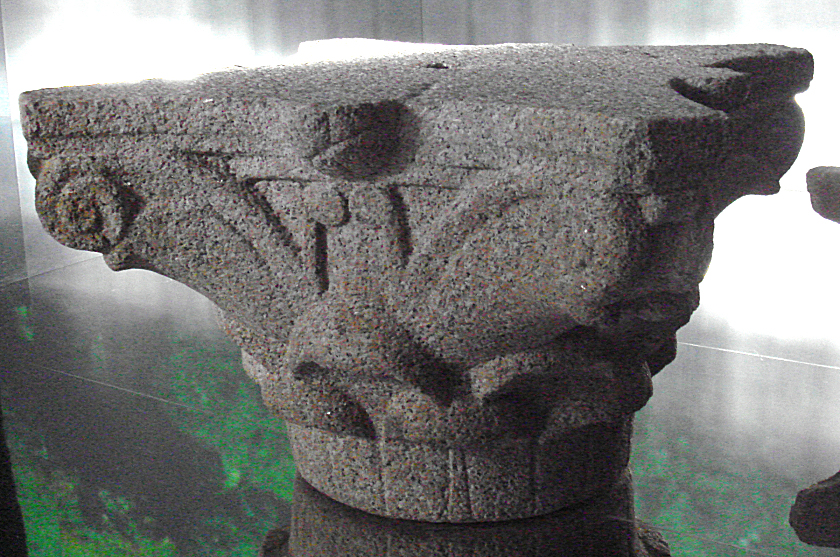
Chapiteau corinthien.